# Willis Tower
Pour les articles homonymes, voir Willis.
La Willis Tower (anciennement Sears Tower ; en français « Tour Willis ») est un gratte-ciel américain situé à Chicago, dans l'État de l'Illinois, au 233 South Wacker Drive dans l'ouest du secteur financier du Loop. Achevé en 1973 et œuvre de l'architecte Bruce Graham, il a été le plus haut immeuble du monde pendant 25 ans, et des États-Unis pendant 40 ans, avant d'être dépassé en 2013 par le One World Trade Center à New York. Il est à ce jour le troisième plus haut immeuble du continent américain et de l'hémisphère ouest. La Willis Tower est l'un des monuments les plus emblématiques de la ville : sa hauteur et sa forme particulière la distinguent très nettement des autres gratte-ciel sur la ligne d'horizon de Chicago. Elle est visible de très loin, par temps clair on peut l'apercevoir depuis le parc national des Indiana Dunes (Indiana Dunes National Park) à Michigan City (Indiana) au sud-est, et depuis le parc d'État des Warren Dunes (Warren Dunes State Park) à Saint-Joseph (Michigan), sur l'autre rive du lac Michigan, à l'est.
Dépassant les anciennes tours jumelles du World Trade Center d'un peu plus de 24 mètres, c'était également le bâtiment le plus haut du monde (442 mètres et 108 étages ; 527 mètres avec ses antennes) entre 1973 et 1998, jusqu'à l'inauguration des tours Petronas à Kuala Lumpur, en Malaisie.
Le cabinet d'architectes Skidmore, Owings and Merrill (SOM), dont le siège se trouve à Chicago, fut le principal ingénieur en structure de la Willis Tower, et la firme Jaros, Baum & Bolles (JB&B) assura l'ingénierie de l'installation des systèmes mécaniques, de l'électricité et de la plomberie du bâtiment.
Chaque année, environ 1,7 million de personnes visitent le skydeck au 103e étage, l'observatoire le plus haut des États-Unis, ce qui en fait l'une des attractions touristiques les plus populaires de Chicago. Inauguré en 2022, le centre commercial Catalog (côté Jackson Boulevard) comprend des restaurants et des commerces sur 27 900 m2 (sur cinq niveaux). Dans un sondage de 2005, les lecteurs du Chicago Tribune ont élu la Willis Tower comme l'une des « sept merveilles de Chicago », derrière le lac Michigan, le Wrigley Field et le métro de Chicago, mais devant la Water Tower, l'université de Chicago et le musée des Sciences et de l'Industrie (MSI). 
Depuis son ouverture en 1973 jusqu'en 1994/1995, le bâtiment a servi de siège social à la société américaine de vente au détail Sears, Roebuck and Company (appelée « Sears Holdings » depuis 2005) qui lui donne son nom. En 2009, le bâtiment prend le nom de son propriétaire de l'époque, le courtier d'assurances britannique Willis Group Holdings, basé à Londres. Cependant, l'ancienne dénomination reste couramment employée, notamment parmi les habitants de la région de Chicago. En 2015, le fonds d'investissement Blackstone Group rachète le gratte-ciel pour 1,3 milliard de dollars US.
En avril 2018, le plus grand locataire de l'immeuble est la compagnie aérienne américaine United Airlines, qui y a déménagé son siège social du 77 West Wacker Drive (alors appelé United Building) en 2012, et y occupe actuellement environ 20 étages,. D'autres locataires importants incluent l'homonyme du bâtiment Willis Towers Watson et les cabinets d'avocats Schiff Hardin et Seyfarth Shaw. La banque américaine Morgan Stanley déménage son deuxième bureau dans l'immeuble en 2019 et devient son quatrième locataire en importance en 2020.

## Localisation
La Willis Tower se trouve au 233 South Wacker Drive, dans l'ouest du secteur financier du Loop (l'un des 77 secteurs communautaires de la ville de Chicago), au cœur de Downtown Chicago. Située à proximité immédiate de la rivière Chicago, elle occupe l'entièreté d'un bloc délimité par Franklin Street à l'est, Jackson Boulevard au sud, Wacker Drive à l'ouest et Adams Street au nord. Ses coordonnées géographiques sont 41° 52′ 44″ N, 87° 38′ 09″ O. La Willis Tower est proche de certains des plus hauts gratte-ciel de la ville dont le 311 South Wacker Drive (293 m), juste au sud, et le Franklin Center (307 mètres), au nord-est. Le CME Building, siège du Chicago Mercantile Exchange (CME ; l'un des deux principaux marchés à terme américains), est situé à environ un bloc au nord-ouest. Non loin se trouve la gare d'Union Station (juste de l'autre côté du pont de Jackson Boulevard qui enjambe la rivière Chicago), l'une des principales gares ferroviaires de la ville où transitent les lignes du réseau de trains de banlieue Metra et du réseau national Amtrak.

## Historique

### Planification et construction

Structure du bâtiment.

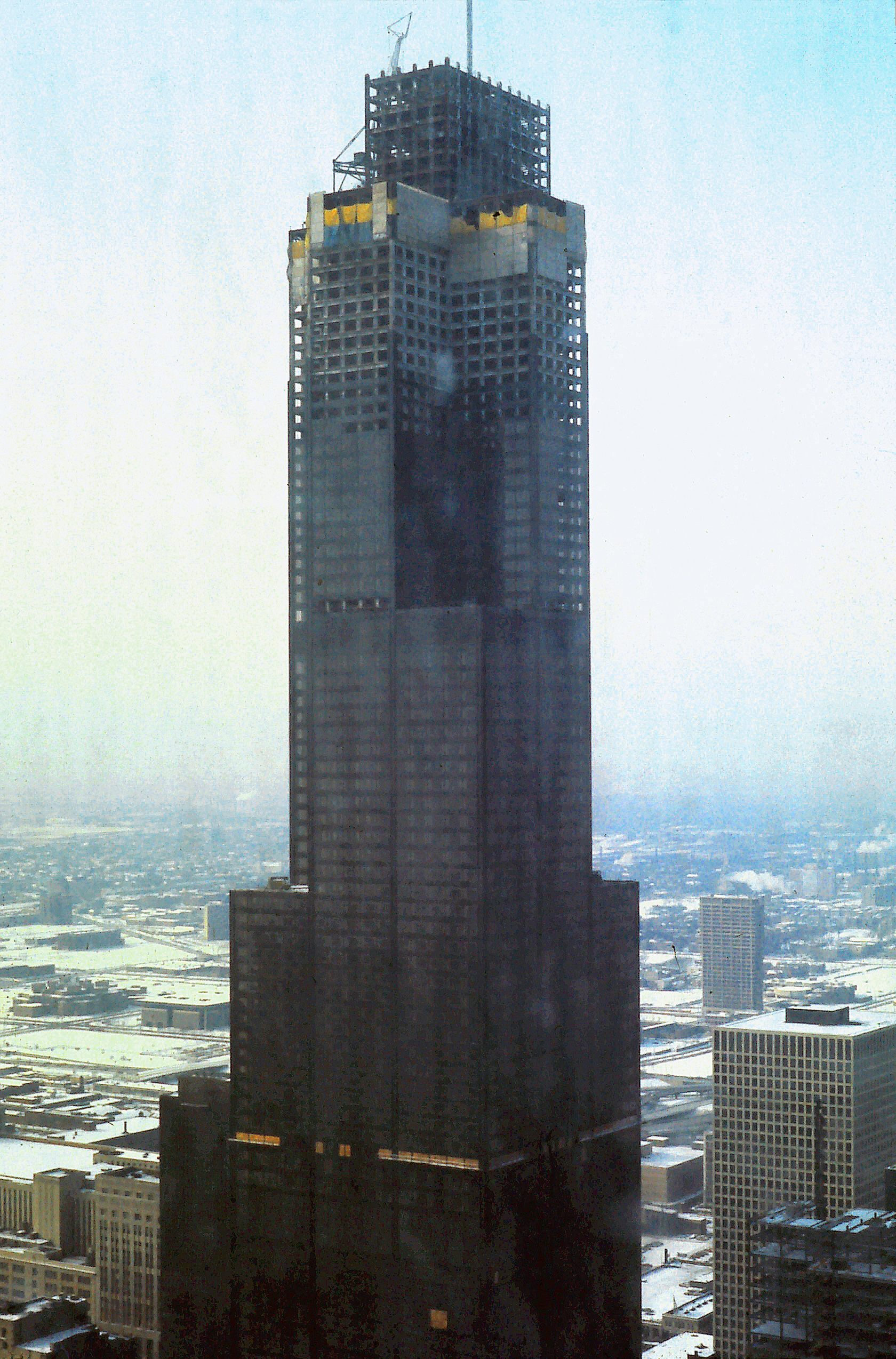
La Sears Tower, vue depuis le First National Bank Building, lors de sa construction fin 1972.

En 1969, Sears, Roebuck and Company était de loin l'entreprise de commerce de détail la plus importante au monde, avec environ 350 000 employés. Sears décida de réunir, dans un seul et même édifice, ses milliers d'employés éparpillés dans différents bâtiments à travers la ville. La compagnie se lança en quête d'un espace constructible pouvant accueillir un bâtiment de 279 000 m2 de surface. Avec les prédictions d'agrandissement du projet, les architectes du cabinet de Skidmore, Owings and Merrill (SOM) surent que l'édifice deviendrait l'un des plus hauts immeubles de bureaux au monde. Le cabinet consulta par la suite les autorités municipales puis proposa aux dirigeants de Sears deux choix de site proche de Downtown Chicago : le quartier industriel de Goose Island (au nord-ouest du secteur financier du Loop) et une zone de deux pâtés de maisons délimitée par Franklin Street à l'est, Jackson Boulevard au sud, Wacker Drive à l'ouest et Adams Street au nord (avec Quincy Street traversant le centre d'est en ouest).
Après sélection du second site, les permis de supprimer Quincy Street furent délivrés. Les avocats du cabinet Arnstein, dirigé par Andrew Adsit, commencèrent à acheter les propriétés parcelle par parcelle. Sears acheta 15 vieux bâtiments à 100 propriétaires et paya 2,7 millions de dollars US à la ville de Chicago pour la partie de Quincy Street qui fut englobée dans le projet. L'espace intérieur de la tour devait être suffisamment grand pour accueillir tous les employés de Sears dès le départ. De l'espace réservé à l'extension des activités de Sears serait loué à de petites firmes jusqu'à ce que la compagnie puisse en bénéficier. Comme il est plus facile de louer des espaces avec fenêtre, le ratio d'espace sans fenêtre par rapport à celui avec fenêtre devait diminuer à mesure que la hauteur de la tour progressait.
Skidmore, Owings and Merrill, dont le siège se trouve à Chicago, fut le cabinet d'architectes chargé de la conception et de l'ingénierie structurelle de la Sears Tower. La firme Jaros, Baum & Bolles (JB&B) assura l'ingénierie des systèmes mécaniques, l'installation électrique et des systèmes de détection incendie, et l'installation sanitaire. Skidmore, Owings and Merrill proposa une tour d'une surface de 5 000 m2 par étage à la base. Construite suivant la forme la plus harmonique et la plus équilibrée qui soit, la Sears Tower s'affine en montant vers le ciel et offre un profil unique sur chacune de ses façades. Cette masse découpée de 225 000 tonnes paraît dans son esthétique soudainement légère et s'imprime avec plus de force que les tours monolithiques de type « brique de lait » construites à l'époque et identiques quel que soit leur nombre d'étages (tel que le Richard J. Daley Center qui fut le premier d'une série d'immeubles noirs à Chicago et qui devint le plus haut bâtiment de la ville de 1965 à 1969). Chaque "étape" de l'immeuble semble le reproduire dans sa totalité, mais en miniature. De la base au sommet, la verticalité des façades forme un mur-rideau lisse et vitré typique du style international. La façade est en aluminium anodisé et en verre noir. La base du bâtiment contient un complexe commercial connu sous le nom de « Catalog » qui renferme plusieurs grandes enseignes, des boutiques et des chaînes de restauration rapide. Quatre bandes noires apparaissent sur la tour au niveau des 29e-32e, 64e-65e, 88e-89e et 104e-108e étages. Ces éléments sont des persiennes qui permettent la ventilation du bâtiment en faisant entrer et évacuer l'air. Elles sont composées de lames rétractables et de cadres en aluminium extrudé. Les étages situés à ces niveaux ne comprennent pas de bureaux mais des locaux techniques qui servent à la maintenance et l'entretien du bâtiment garantissant ainsi sa fonctionnalité pour la sécurité et le confort des occupants.

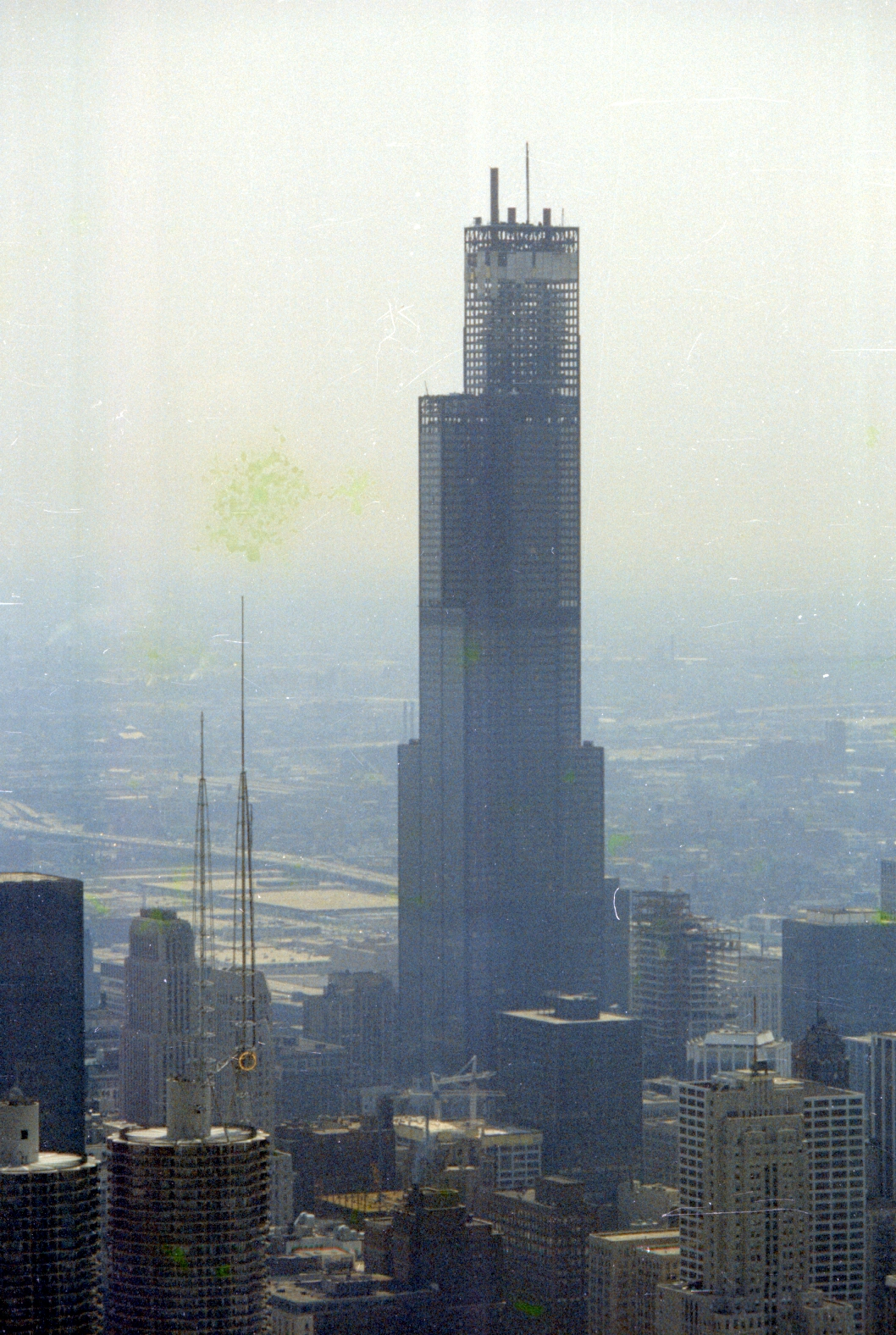
La Sears Tower, vue depuis le John Hancock Center, lors de sa construction en janvier 1973.

Compte tenu de l'optimisme des dirigeants de Sears, la hauteur de l'édifice ne cessa d'augmenter à mesure que le temps passait. Elle dépassa la hauteur des tours jumelles du World Trade Center à New York qui étaient en construction à ce moment-là. En novembre 1972, la Sears Tower devient le bâtiment le plus haut de Chicago, dépassant l'Aon Center (appelé Standard Oil Building à ce moment-là), qui détenait le record depuis un mois. La Federal Aviation Administration (FAA) réglementa la hauteur des immeubles pour protéger le trafic aérien, la ville de Chicago étant desservie par deux grands aéroports internationaux (O'Hare et Midway, tous deux situés sur son territoire). Le 9 septembre 1973, les premiers employés de Sears commencèrent à emménager dans la tour. La Sears Tower fut entièrement financée par l'entreprise Sears qui décida d'achever la construction en posant deux antennes sur le toit pour permettre la diffusion de chaînes de télévision locales ainsi que de plusieurs stations de radio de la région métropolitaine de Chicago.
Sears et la ville de Chicago ayant approuvé le projet, la construction débuta en avril 1970 et fut terminée en mai 1973. Au total, les coûts s'élèvent à 150 millions de dollars US de l'époque, soit environ à 950 millions de dollars US en 2005. En comparaison, la tour Taipei 101 à Taipei, le plus haut gratte-ciel du monde de 2004 à 2010 (avec ses 449,2 mètres), a coûté environ 1,64 milliard de dollars US en 2005.
Gordon M. Metcalf, le président de Sears, érigea la première poutre en acier du bâtiment lors d'une cérémonie le 7 juin 1971,. Le chantier employa 2 000 travailleurs. Pour accélérer la construction, une centrale à béton fut construite au sous-sol de l'édifice, permettant aux ouvriers de couler chaque jour un tiers d'un étage en béton. Les entrepreneurs mirent en place deux cuisines temporaires sur le site pour les travailleurs, et des systèmes téléphoniques et de haut-parleurs furent installés à chaque étage pour permettre aux travailleurs de communiquer. De plus, les entrepreneurs installèrent des générateurs temporaires pouvant fournir jusqu'à 14 000 kilowatts simultanément. En hiver, la majeure partie de cette électricité fut utilisée pour chauffer les poutres en acier apparentes des cinq étages les plus bas.

### Après l'ouverture

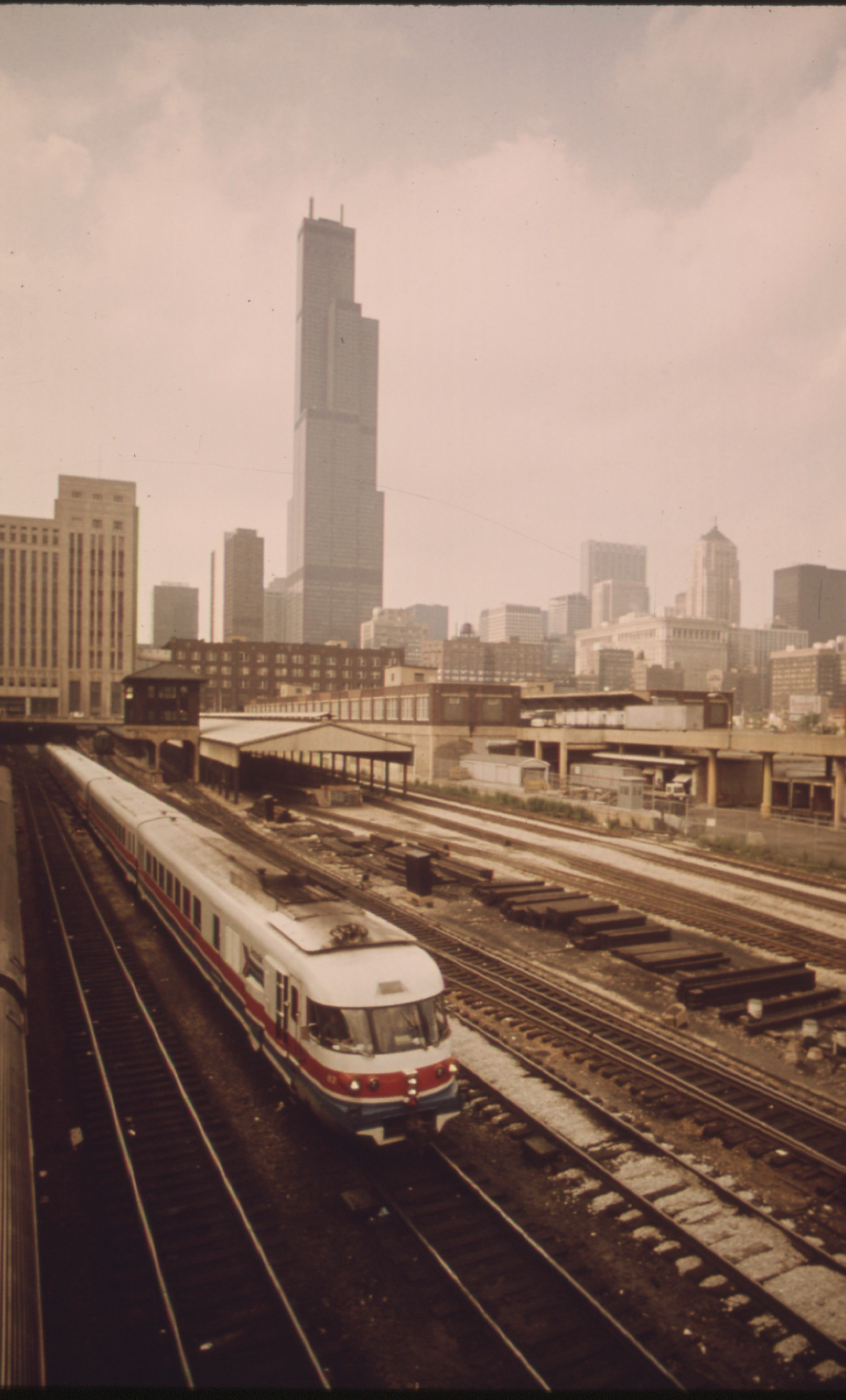
Vue sur la Sears Tower avec un train d'Amtrak en provenance de la gare d'Union Station en 1975.

Les prévisions optimistes de l'entreprise Sears quant à l'agrandissement de l'immeuble n'eurent jamais lieu. Autrefois, le rival de Sears était Montgomery Ward (entreprise créée en 1872 par Aaron Montgomery Ward et dont le siège se trouvait également à Chicago : Montgomery Ward Company Complex), puis à cette liste s'ajoutèrent d'autres géants du commerce de détail comme Kmart, Kohl's et Walmart qui surpassèrent tous Sears. La fortune de Sears, Roebuck and Company diminua durant les années 1970 alors que la compagnie perdit des parts du marché. L'administration de Sears opta pour la prudence.
En février 1982, deux antennes radioélectriques furent ajoutées sur le toit de la structure, portant sa hauteur totale à 1 707 pieds (520,3 mètres). Le 5 juin 2000, l'antenne ouest a été rallongée (portant la hauteur totale à 1 729 pieds ; environ 527 mètres) pour améliorer la réception de la station National Broadcasting Company (NBC) locale WMAQ-TV.
La Sears Tower resta à moitié vide durant environ dix ans tandis que de nombreux autres édifices de bureaux sortirent de terre à Chicago. Cette situation ne profita pas au groupe autant qu'il l'aurait souhaité. Les dirigeants de Sears hypothéquèrent donc leur édifice-emblème à la fin des années 1980. Sears faillit vendre la tour à la société canadienne Olympia and York (O&Y) mais l'accord fut annulé en septembre 1989 car les deux sociétés ne parvinrent pas à s'entendre sur celle qui paierait les taxes foncières. En juillet 1990, sans acheteur potentiel apparent, Sears contracta un prêt hypothécaire sur la tour de 850 millions de dollars américains (USD) auprès de la compagnie d'assurance MetLife et d'AEW Capital Management. En 1993, Sears commença à vider les lieux, et en 1995, l'entreprise avait complètement déserté l'édifice, déménageant ses bureaux à Hoffman Estates (Illinois), en banlieue nord-ouest de Chicago. Dès lors, la Sears Tower changea plusieurs fois de propriétaire, mais Sears détenait toujours les droits concernant le nom de l'édifice jusqu'en 2009.

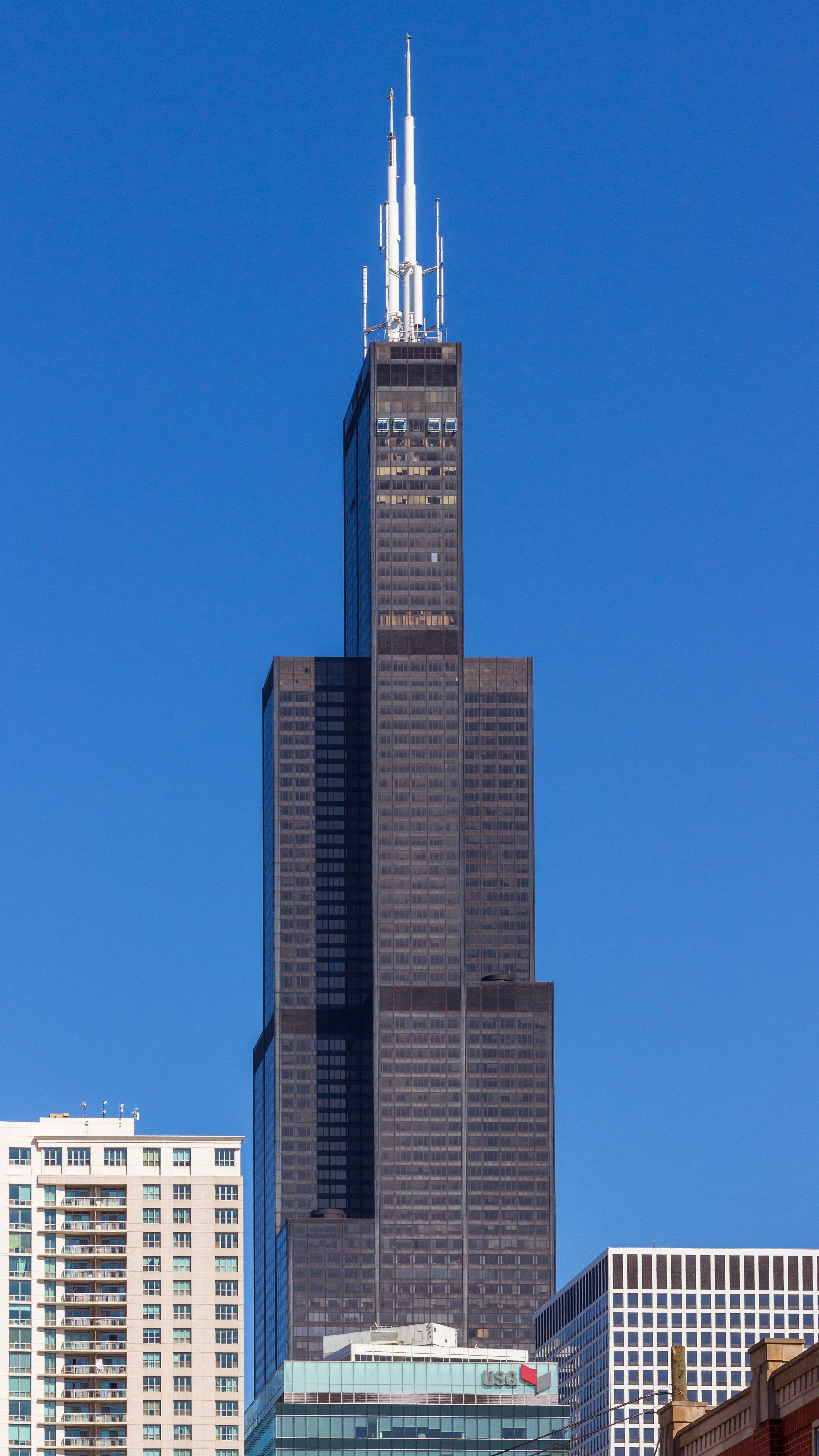
La Willis Tower en 2020.

En 1997, l'entreprise canadienne Trizec Properties basée à Toronto (à l'époque locataire de la tour CN) fit l'acquisition des participations d'AEW Capital Management dans la Sears Tower pour 110 millions de dollars américains, en supposant un passif de 4 millions de dollars et une hypothèque de 734 millions de dollars US,. Trizec Properties prévit que le bâtiment atteigne rapidement une valeur d'un milliard de dollars US (en janvier 2024, l'édifice avait une valeur totale de 1,24 milliard de dollars US selon Crain Communications).
Ces projections ne furent pas atteintes, la tour étant confrontée au même taux d'inoccupation et à d'autres problèmes qui existèrent déjà à l'époque de Sears, bien que Trizec fit des efforts pour attirer de nouveaux locataires mais les résultats ne furent pas fructueux. À la suite des attentats du 11 septembre 2001 qui touchèrent les tours jumelles du World Trade Center (WTC), deux des locataires les plus importants de l'immeuble, Goldman Sachs et Merrill Lynch (deux banques américaines d'investissement), annoncèrent immédiatement leur intention de libérer 27 870 m2 d'espace de bureaux et déménagèrent dans la crainte que la Willis Tower ne subisse le même sort que les tours de New York. En effet, selon les enquêteurs du Federal Bureau of Investigation (FBI), Chicago et Los Angeles étaient sur la liste initiale des cibles d'Al-Qaïda, aux côtés du Capitole des États-Unis et de l'ambassade d'Israël à Washington, D.C. Les responsables du FBI déclarèrent que Chicago n'avait heureusement pas fait partie du choix final d'Oussama ben Laden. En 2003, Trizec Properties vendit ses avoirs de la tour à la compagnie d'assurance américaine MetLife pour 9 millions de dollars US.
À ce jour, la Willis Tower représente toujours une destination de choix pour les entreprises américaines et du monde entier qui veulent implanter leurs sièges ou posséder des bureaux à Chicago. Plus de 100 entreprises y résident actuellement, incluant d'importantes firmes d'avocats (Schiff Hardin et Seyfarth Shaw), des compagnies d'assurances, le siège de la compagnie aérienne américaine United Airlines, et d'autres entreprises qui offrent divers services financiers.

### Depuis les années 2000

Panorama sur la ville de Chicago et le lac Michigan depuis le toit de la Willis Tower (avril 2010).

En juin 2006, sept hommes sont arrêtés par le Federal Bureau of Investigation (FBI) et accusés de conspiration visant à détruire la tour. Le directeur adjoint du FBI, John S. Pistole, décrivit leur complot comme « plus ambitieux qu'efficient »,. L'affaire a été portée devant les tribunaux en octobre 2007. Après trois procès, cinq des suspects ont été condamnés et deux acquittés. Le chef présumé du groupe, Narseal Batiste, a été condamné à 13 ans et demi de prison. En réponse à la menace perçue d'une attaque, le locataire le plus important de l'immeuble à l'époque, le cabinet d'audit financier Ernst & Young (EY), déménagea au début de 2009 dans un gratte-ciel de Wacker Drive, dans la partie nord du Loop.
En 2007, les propriétaires du bâtiment envisagèrent des plans pour la construction d'un hôtel du côté nord de Jackson Boulevard, entre Wacker Drive et Franklin Street, près de l'entrée de la plate-forme d'observation (au-dessus du parking souterrain). Selon les propriétaires de la tour, un deuxième bâtiment fut pris en compte dans la conception originale. Cependant, le plan fut annulé car le zonage, régit par le code de l'urbanisme de la ville, ne permit pas la construction d'un bâtiment aussi haut à cet emplacement. En novembre 2007, un milliardaire voulut construire un bâtiment de plus de 500 mètres à Las Vegas, dans le Nevada, mais fut lui aussi confronté au même problème de restriction.
En février 2009, le bâtiment prend le nom de son nouveau propriétaire, le courtier d'assurances britannique Willis Group Holdings, basé à Londres. Ce dernier annonça qu'il envisageait de peindre la structure de couleur argent, une idée qui fut ensuite abandonnée. Derrière cette idée, Willis espérait qu'une nouvelle peinture argentée « rebaptiserait » le bâtiment et mettrait en valeur ses progrès en matière d'efficacité énergétique pour un coût estimé à 50 millions de dollars.

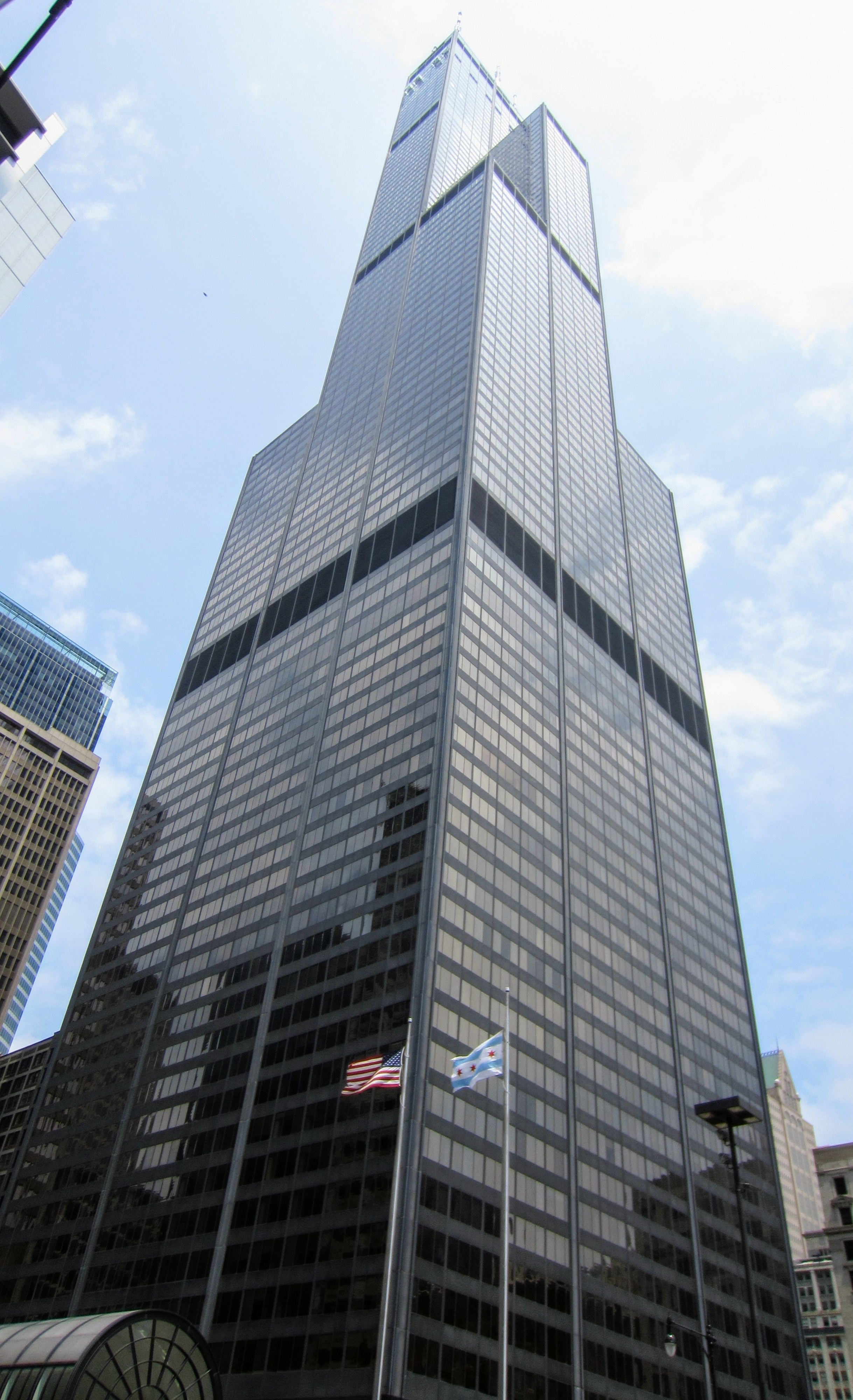
La forme « rétrécissante » de l'édifice vue de l'angle de Wacker Drive et Jackson Blvd.

Dans les années 2010, les systèmes de chauffage, ventilation et climatisation du bâtiment furent révisés. La plupart des ascenseurs du bâtiment, à l'exception de ceux desservant le skydeck, ont également été rénovés pour la première fois dans l'histoire de la tour. Les nouveaux ascenseurs sont plus rapides que les ascenseurs d'origine et consomment 35 % d'énergie en moins,. Maintenant, il faut environ une minute pour arriver au skydeck à plus de 410 mètres du sol (soit près de 7 m/s). Les propriétaires du bâtiment installèrent également des œuvres d'art de l'artiste contemporain danois Ólafur Elíasson.
En 2015, le fonds d'investissement américain Blackstone Group racheta le gratte-ciel pour 1,3 milliard de dollars US. En 2017, Blackstone annonça un « lifting » de 500 millions de dollars américains qui comprit notamment la construction d'un complexe commercial de six étages à partir du rez-de-chaussée (côté West Jackson Boulevard, au sud du bâtiment).
En mai 2020, de fortes pluies provoquèrent d'importantes inondations dans les trois sous-sols de la tour, coupant le réseau électrique du bâtiment,. D'importants efforts furent menés par les services de la ville pour empêcher les eaux de la rivière Chicago de continuer de monter sur Lower Wacker Drive. Les autorités municipales de Chicago entamèrent un processus de pompage visant à baisser le niveau de l'eau afin que les équipes de l'entreprise ComEd puissent entrer dans les niveaux souterrains de la Willis Tower. L'évacuation des employés a été décidée par les autorités municipales. La coupure d'électricité due à la fermeture de l'immeuble entraîna l'interruption de la diffusion de nombreuses chaînes de télévision et de stations de radio dans la région métropolitaine de Chicago. Cette inondation causa plus de 110 millions de dollars de dégâts.
En mai 2022, la rénovation du bâtiment fut achevée,. À l'époque, même si les espaces et bureaux de la Willis Tower furent loués à près de 85 %, le nombre de locataires et de visiteurs entrant dans le bâtiment a considérablement diminué depuis 2019, en partie à cause de la pandémie de Covid-19 à Chicago. En avril 2023, le New York Times rapporta que Blackstone avait déprécié la valeur de son investissement dans la tour d'environ 119 millions de dollars US.

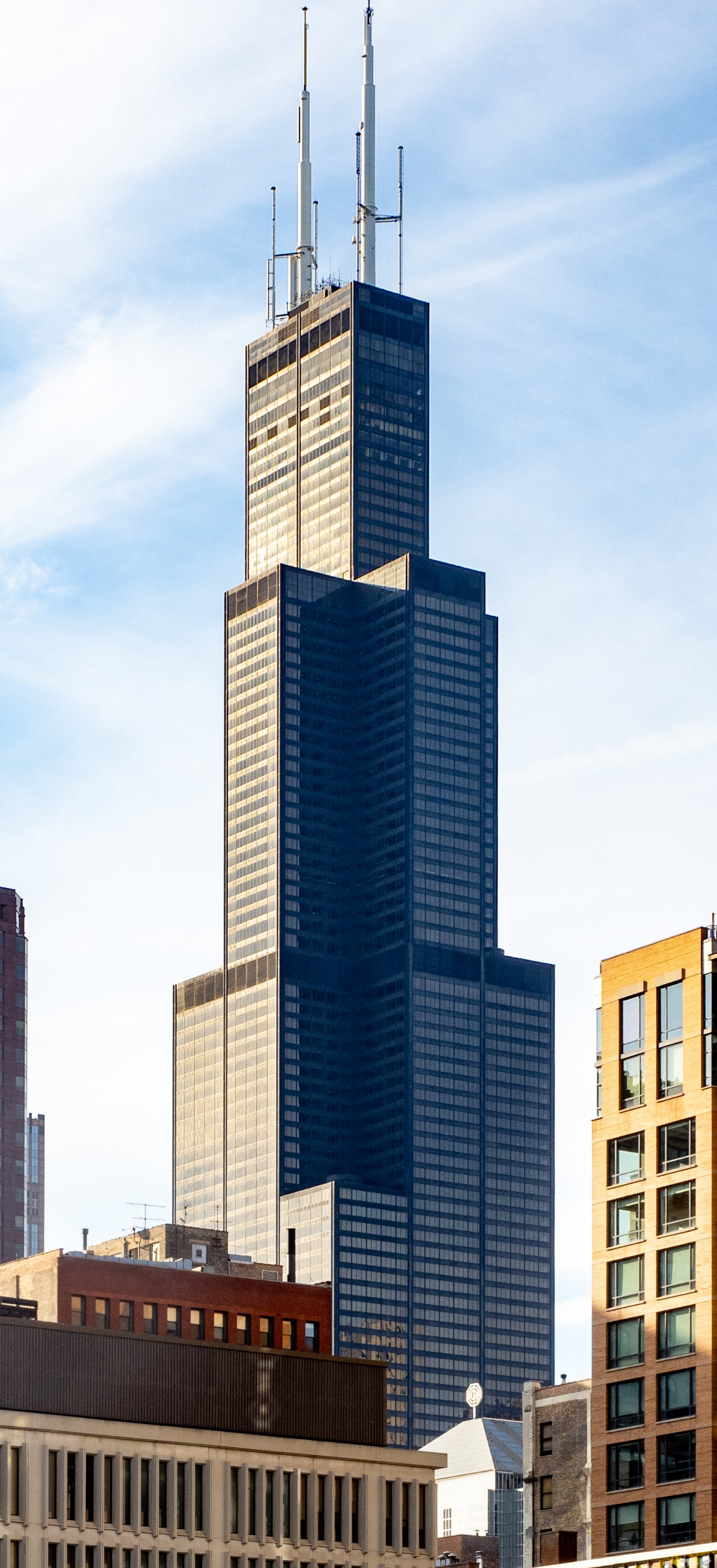
Sa forme atypique en fait l'un des bâtiments les plus emblématiques au monde.

En juin 2022, le nouveau centre commercial du bâtiment connu sous le nom de « Catalog » fut inauguré et occupe le rez-de-chaussée côté sud de l'édifice. Cette extension de 27 900 m2 (sur cinq niveaux) comprend des restaurants et des commerces surmontés d'une terrasse et d'un jardin sur toit, le tout ouvert au public. Blackstone acheva également la rénovation des ascenseurs vétustes de la Willis Tower, d'un montant de 60 millions de dollars, réduisant ainsi les longues attentes et les temps de trajet pour les locataires se rendant aux étages supérieurs. Le réaménagement transforma la Willis Tower « en un bâtiment de premier plan basé sur ce que les locataires et les employés veulent aujourd'hui », explique David Moore, vice-président senior et directeur de portefeuille d'EQ Office, une société de Blackstone qui gère le portefeuille de bureaux de la société de capital-investissement.

## Qui détient le record?
En 1998, les tours jumelles Petronas à Kuala Lumpur (Malaisie), conçues par l'architecte argentin César Pelli, dépassèrent la Willis Tower du haut de leurs 452 mètres. L'inclusion des flèches décoratives souleva une polémique quant aux différentes catégories concernant la hauteur des édifices. On créa donc quatre catégories spécifiques. Les tours Petronas étaient les plus hautes dans une catégorie : celle qui inclut tous les éléments architecturaux essentiels y compris les flèches décoratives. À ce jour, les tours Petronas sont les plus hautes tours jumelles du monde. De 1969 à 1978, ce record était détenu par le 875 North Michigan Avenue (344 m au niveau du toit ; appelé John Hancock Center jusqu'en 2018), un gratte-ciel de Chicago dont l'antenne atteignit une hauteur totale de 1 500 pieds (457,2 m), soit 49 pieds (14,9 m) de plus que la hauteur d'origine de la Willis Tower.
Au cours de 2004, Taipei 101 à Taipei (Taïwan) dépassa à son tour la Willis Tower dans presque toutes les catégories et fut reconnu comme le plus haut gratte-ciel du monde avec ses 449 mètres. Le record de hauteur de la base jusqu'au sommet (incluant l'antenne) n'est plus détenu par la Willis Tower depuis l'inauguration de Burj Khalifa à Dubaï (Émirats arabes unis). En 2008, le Shanghai World Financial Center à Shanghai (Chine), conçu par le cabinet Kohn Pedersen Fox, revendiqua avoir battu le record de hauteur au niveau du toit (492 mètres) et pour avoir l'étage le plus élevé à être occupé.

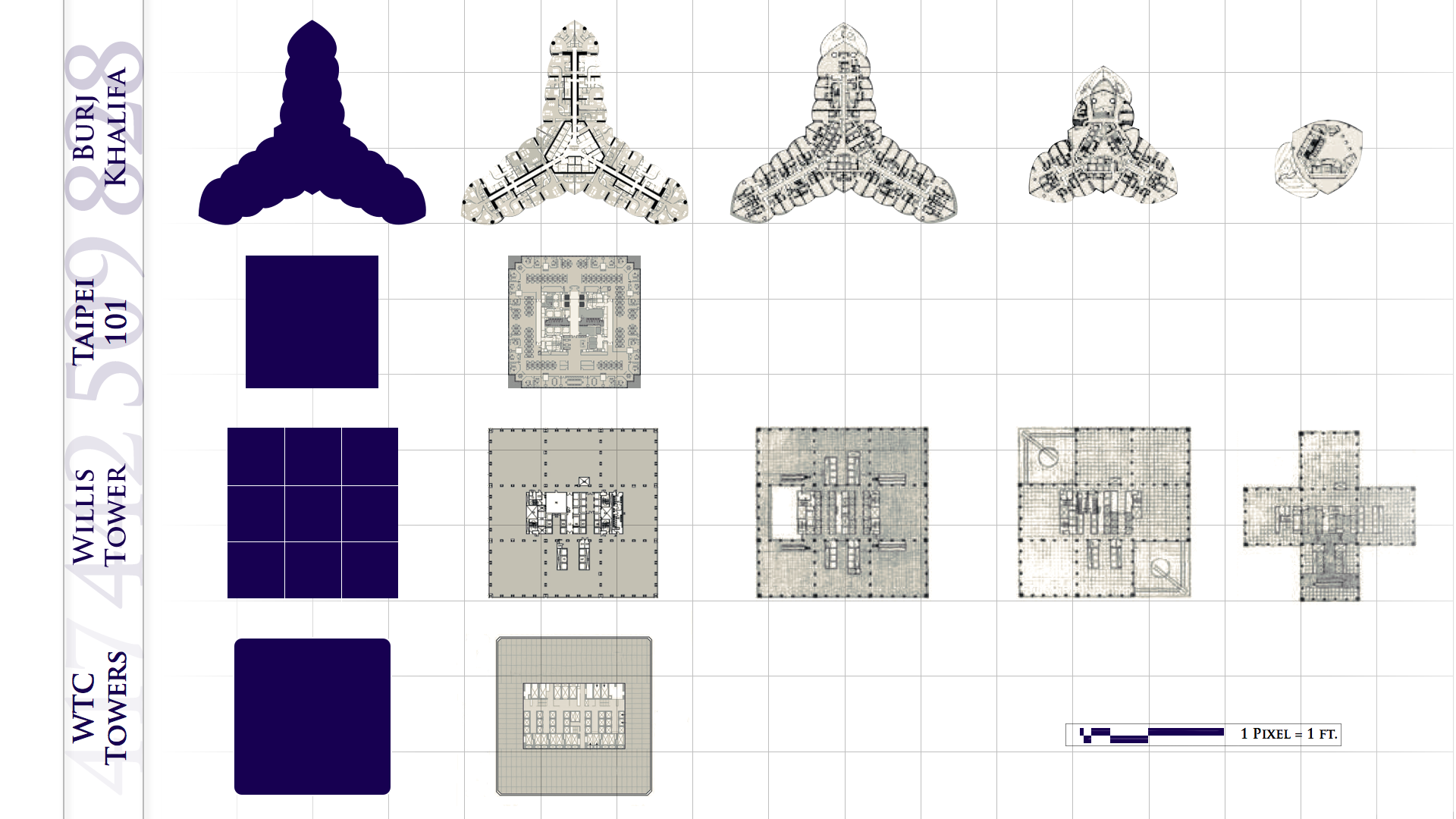
Comparaisons de la base de l'édifice avec celles de Burj Khalifa, Taipei 101 et les tours jumelles du World Trade Center.

Achevée fin 2009, Burj Khalifa devient, avec ses 828 mètres de haut,, la plus haute structure du monde. Lors de son inauguration en 2010, elle récolte tous les records mondiaux, toutes catégories confondues, surpassant la Willis Tower, Taipei 101 et la tour CN à Toronto (Canada). Burj Khalifa est l'œuvre de l'architecte américain Adrian Smith (membre influent du cabinet Skidmore, Owings and Merrill), également responsable de la Trump International Hotel and Tower à Chicago.
La Chicago Spire, une tour résidentielle de forme hélicoïdale et œuvre de l'architecte espagnol Santiago Calatrava Valls, aurait pu détenir plusieurs records de hauteur avec ses 610 mètres. Cependant, sa construction fut annulée en raison de la crise économique mondiale de 2008 qui força les principaux investisseurs à renoncer à ce projet ambitieux mais très coûteux. Il n'est pas exclu que dans les années à venir, un nouveau projet de gratte-ciel à Chicago, dont la hauteur pourrait dépasser celle de la Willis Tower, soit mis en avant.
À ce jour, la Willis Tower est le troisième plus haut bâtiment du continent américain et de l'hémisphère ouest après le One World Trade Center à New York qui l'a dépasse en hauteur d'une quinzaine de mètres (antenne comprise) mais la hauteur au niveau du toit (417 m) est légèrement inférieure, et la Central Park Tower (472,4 m) également située à New York. Avec une hauteur maximale de 1 729 pieds (527 mètres avec ses antennes), la Willis Tower constitue la troisième structure autoportante la plus haute du continent américain, 86 pieds (26,2 m) plus courte que la tour CN. Il s'agit de la huitième plus haute structure autoportante au monde en termes de hauteur de pinacle (sommet de l'édifice).

### Point culminant de l'Illinois
De ses deux antennes, la pointe la plus élevée est le point culminant de l'Illinois (l'État dans lequel se trouve la ville de Chicago) à 527 mètres au-dessus du niveau de la rue (709 m au-dessus du niveau de la mer). Son toit est à 442 m au-dessus du niveau de la rue (624 m au-dessus du niveau de la mer), la plate-forme d'observation du 103e étage (skydeck) est à 412,7 m au-dessus du niveau de la rue (ou 593,8 m au-dessus du niveau de la mer), et l'entrée de Franklin Street est à 181 m au-dessus du niveau de la mer. Le point naturel le plus élevé de l'Illinois est le Charles Mound (colline située dans le comté de Jo Daviess, à l'extrémité nord-ouest de l'État) et culmine à 376 m au-dessus du niveau de la mer.

## Antennes

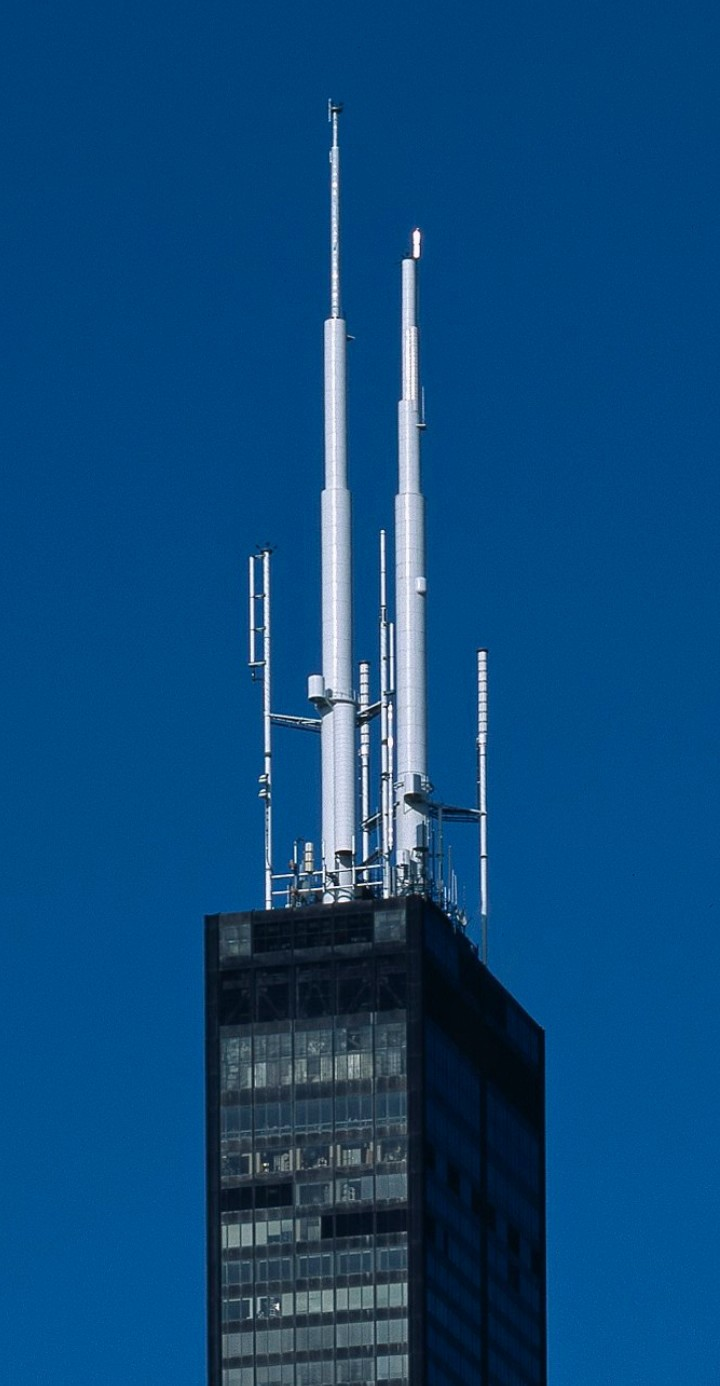
Ses antennes de 85 mètres portent la hauteur totale de l'édifice à 527 mètres.

Tout en haut du bâtiment se trouvent deux grandes antennes de télécommunications permettant d'émettre et de réceptionner les ondes pour la diffusion des chaînes de télévision et de stations de radio dans toute l'agglomération de Chicago. Elles sont dotées de lumières stroboscopiques d'avertissement de la Federal Aviation Administration (FAA) qui clignotent 40 fois par minute. Visibles par les pilotes sur de grandes distances, les ampoules sont changées environ tous les 18 mois par un grimpeur qui escalade les pylônes d'antenne. De nouvelles antennes numériques ont récemment été installées pour les principales chaînes de télévision de Chicago afin qu'elles puissent diffuser la télévision en haute définition (HD).
Depuis le début des années 1980, les antennes de la Willis Tower fournissent aux radiodiffuseurs les installations de pointe nécessaires pour desservir les marchés de la télévision et de la radio à Chicago (Chicagoland Television, Chicago Public Media, NBC Chicago, WLS-TV, WLUP-FM, WGN-TV, WMAQ-TV et WBEZ entre autres…) et des services de communication sans fil. La tour adapte et améliore continuellement son infrastructure de diffusion pour répondre aux exigences en constante évolution des nouvelles technologies.
En juin 2000, une nouvelle antenne de télévision, installée au moyen d'un hélicoptère, porta la hauteur totale de l'immeuble à 1 730 pieds (527 mètres). L'installation de ces nouveaux aménagements fut supervisée par des membres de Skidmore, Owings and Merrill et des représentants de la ville de Chicago. À l'été 2009, la Willis Tower acheva sa conversion à la transmission de la télévision numérique.
Dès l'achèvement de la tour en 1973, l'installation d'équipements électroniques de télécommunications sur le toit de la Willis Tower devint l'une des plus importantes au monde, répondant aux besoins des grandes stations de télévision et de radio en plus des stations de télévision de faible puissance. L'infrastructure abrite également des installations spécialisées d'émission et de réception micro-ondes ainsi que des systèmes de transmission radio bidirectionnelle. Tout cela fait de la Willis Tower l'une des structures de transmission de diffusion les plus denses et complexes au monde.

### Éclairage

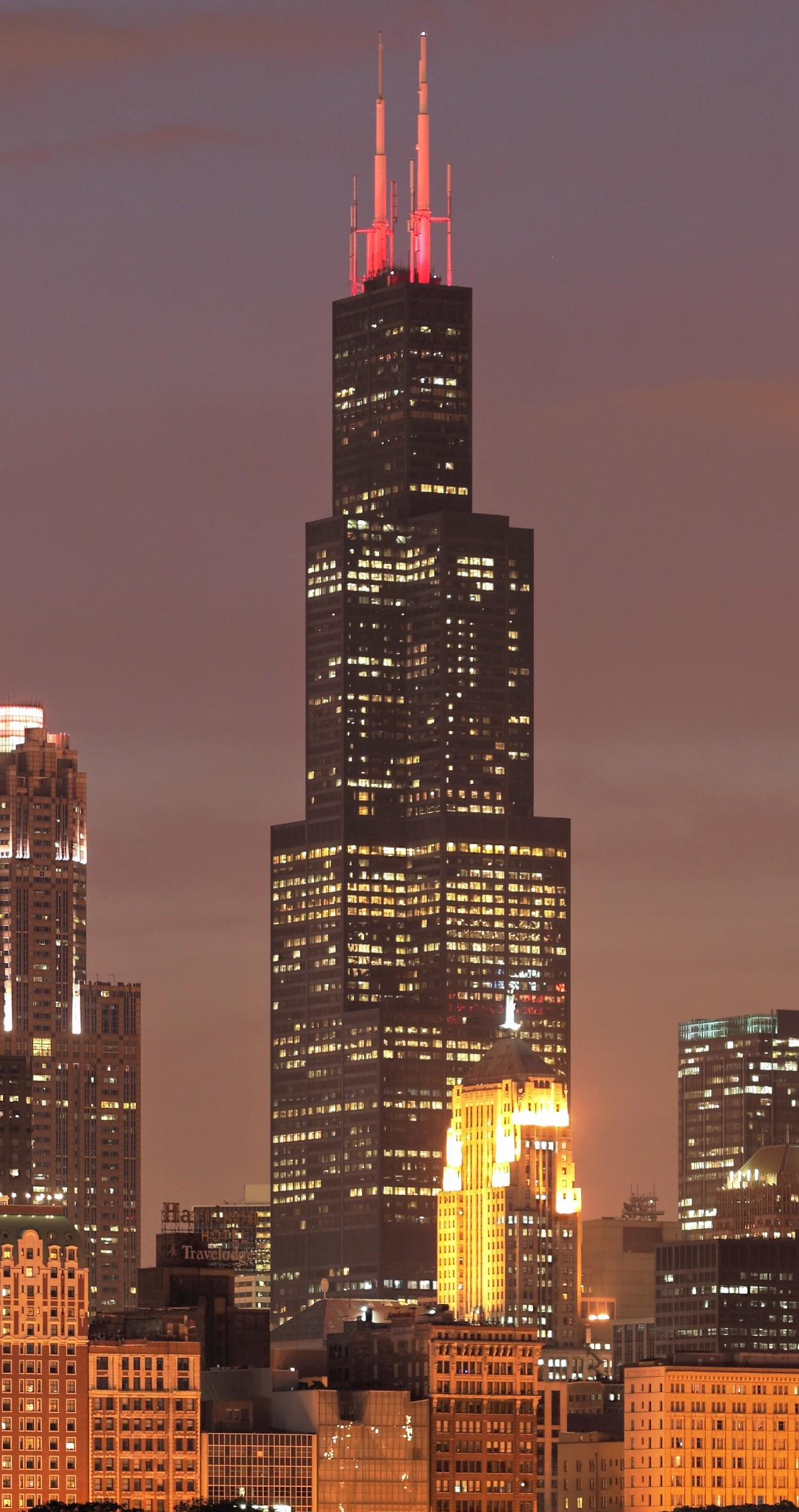
À la tombée de la nuit, les antennes de la tour s'illuminent.

Depuis 2018, en plus des huit couleurs de base qui illuminent les antennes chaque nuit (ainsi que des couleurs utilisées en l'honneur de diverses fêtes nationales, événements spéciaux et causes caritatives), les antennes peuvent afficher une plus grande variété de couleurs ainsi que des animations complexes grâce à un système puissant de lampes électroluminescentes dotées de diodes (LED), à changement rapide et à basse consommation.
Par le passé, une équipe de deux personnes devait monter aux 109e et 110e étages du bâtiment pour changer les palettes de couleurs à la main sur chaque projecteur ainsi que pour l'entretien et le remplacement de l'éclairage de la tour, composé initialement de lampes à incandescence. Ce nouveau système de LED permet le changement de couleur à distance et en quelques secondes seulement par un ordinateur central. L'éclairage de chacune des LED peut être individuellement piloté, ainsi en plus des couleurs standards que sont le blanc, le bleu, le vert, le turquoise, le rouge, le jaune, le mauve et le rose, le système de LED produit des millions de couleurs différentes, offrant une très grande variété d'éclairages des antennes.
Chaque année, les responsables de la Willis Tower reçoivent en moyenne une trentaine de demandes pour changer la couleur de l'éclairage. Plusieurs fois par mois, les antennes sont illuminées de couleurs bien spécifiques pour célébrer, commémorer ou fêter différents événements (par exemple, chaque 3 mai, les antennes sont illuminées en rouge pour rendre hommage aux pompiers du Chicago Fire Department…). La direction de l'édifice sélectionne des combinaisons de couleurs comme le rouge et le vert pour Noël, le rose pour le mois national de la sensibilisation au cancer du sein (National Breast Cancer Awareness Month), le vert et le bleu pour le Jour de la Terre, le rose et le rouge pour la Saint-Valentin, le bleu et l'orange pour célébrer les victoires majeures des Bears de Chicago ou encore le noir et le blanc pour célébrer celles des White Sox de Chicago, pour ne citer qu'eux.
En comparaison, l'ancien procédé pouvait prendre jusqu'à quatre heures et dépendait de conditions météorologiques favorables. De plus, ce nouveau système est bien plus efficient, en effet il est non seulement plus puissant mais réduit également de 70 % la consommation d'énergie liée à l'éclairage des antennes selon les propriétaires du bâtiment.

## Attractivités

### Skydeck

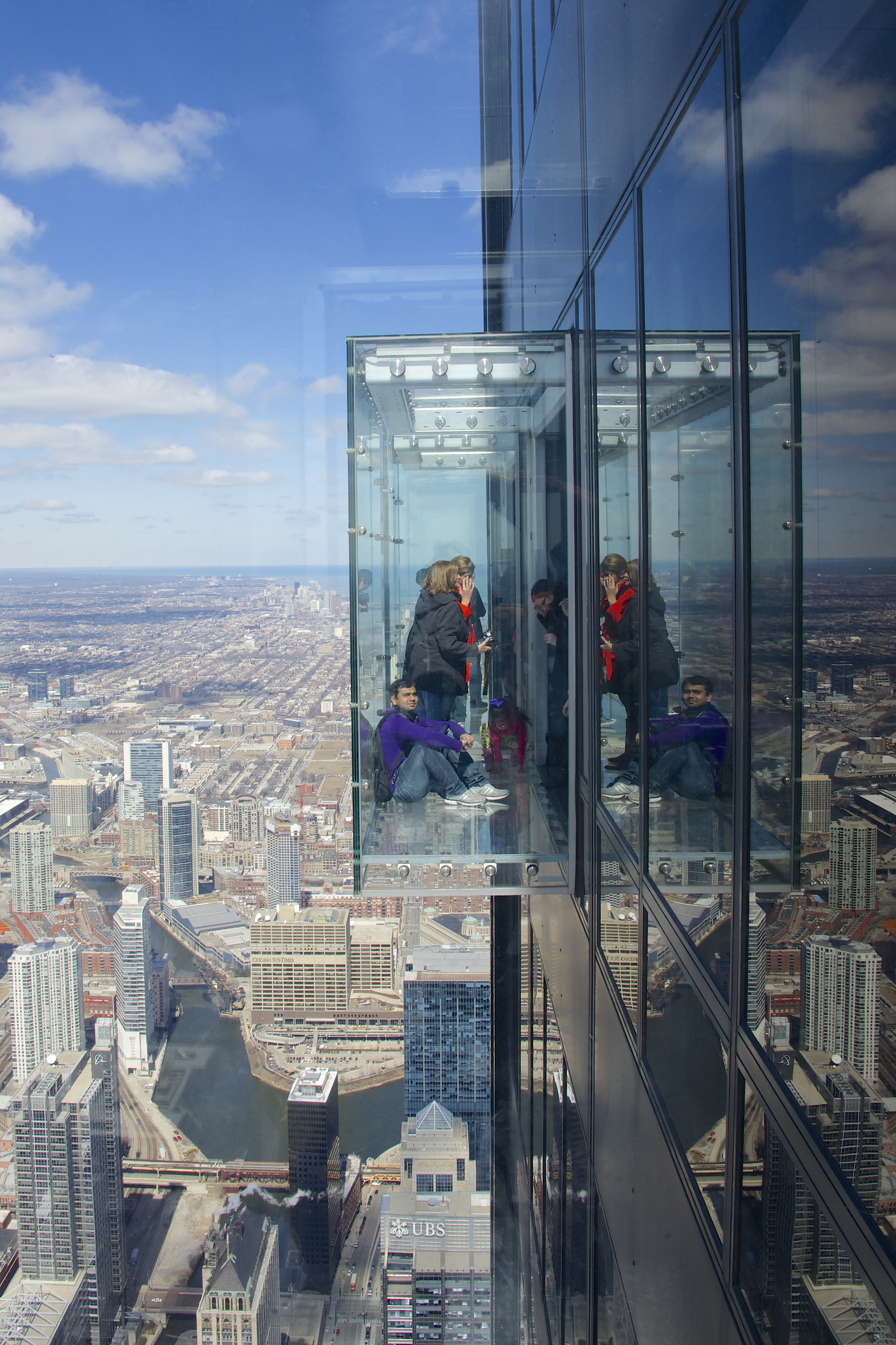
Vue sur les caissons en verre du skydeck, la principale attraction de la Willis Tower.

Inauguré en 1974, le skydeck est situé au 103e étage soit à 412,7 mètres de hauteur. Chaque année, il attire de nombreux touristes se rendant à ce point d'observation pour profiter de la vue panoramique sur les gratte-ciel de Downtown Chicago, le lac Michigan et le reste de la ville. Il s'agit de la plus haute plate-forme d'observation des États-Unis. Par jour de fortes rafales de vent, les visiteurs peuvent sentir le bâtiment bouger légèrement. Les caissons en verre à cinq côtés permettent des vues dans toutes les directions et par temps clair on peut voir à une distance de plus de 80 kilomètres, permettant d'apercevoir les vastes plaines de l'Illinois et du Wisconsin, et au-delà du lac Michigan, l'Indiana et le Michigan.
Les rebords mesurent environ 1,219 mètre de profondeur, 3,048 m de haut et 3,048 m de large. Les panneaux sont constitués de trois couches de verre feuilleté de 2,5 cm d'épaisseur et stratifié (à base de résine époxy et fibre de verre) en une seule unité sans soudure. Les panneaux sont suspendus à un cadre en acier qui repose sur des rails, ce qui permet au caisson d'être rétracté à l'intérieur du bâtiment pour le nettoyage et l'entretien. Une équipe multidisciplinaire du cabinet d'architectes Skidmore, Owings and Merrill a conçu le design, créé les plans de construction des éléments fixes et travaillé en étroite collaboration avec le concepteur/constructeur des corniches mobiles en verre. Officieusement surnommés « The Ledge » (« Le rebord »), les caissons en verre du skydeck peuvent supporter un poids d'environ 4,5 tonnes métriques, et a été ouvert au public le 2 juillet 2009,. Le 29 mai 2014, le sol en verre feuilleté de l'un des caissons s'est brisé alors que les visiteurs étaient à l'intérieur, mais il n'y a eu aucun blessé.
Il ne faut que 45 secondes pour atteindre ce niveau grâce à deux ascenseurs spéciaux à grande vitesse. Il constitue l'une des principales attractions touristiques de la ville de Chicago, en effet selon le service municipal chargé des affaires culturelles et des événements spéciaux (Chicago Department of Cultural Affairs and Special Events ; DCASE), environ 1,7 million de personnes en provenance du monde entier se rendent au skydeck chaque année. Le 875 North Michigan Avenue est également doté d'un observatoire (appelé 360 Chicago) qui offre des vues panoramiques de la ville.
En janvier 2009, à la suite du rachat de la Willis Tower par la compagnie internationale de courtage en assurance Willis Group Holdings, les nouveaux propriétaires entreprirent quelques travaux de rénovation et de modernisation du skydeck par l'installation de balcons rétractables entièrement vitrés. Ces derniers ont la particularité de se décoller de 120 cm de la façade vers l'extérieur donnant l'impression aux visiteurs de marcher dans le vide.
À ce niveau, des jumelles panoramiques permettant d'observer le paysage sont mises à disposition des visiteurs et des écrans multimédias fournissent diverses informations sur le panorama tandis qu'une petite exposition revient sur les icônes culturelles, historiques, architecturales, musicales et sportives de la ville.

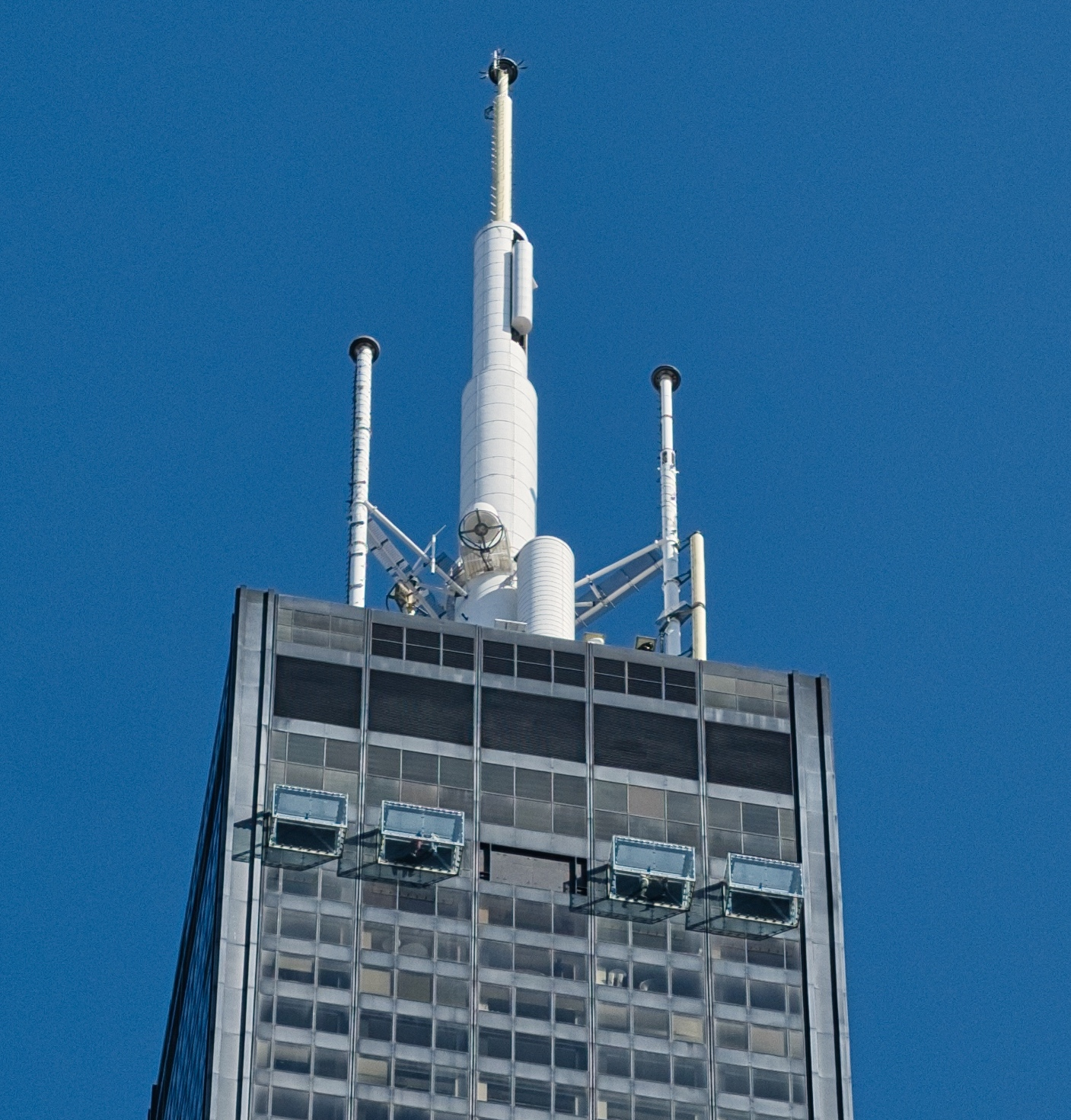
Vue sur les caissons du skydeck.
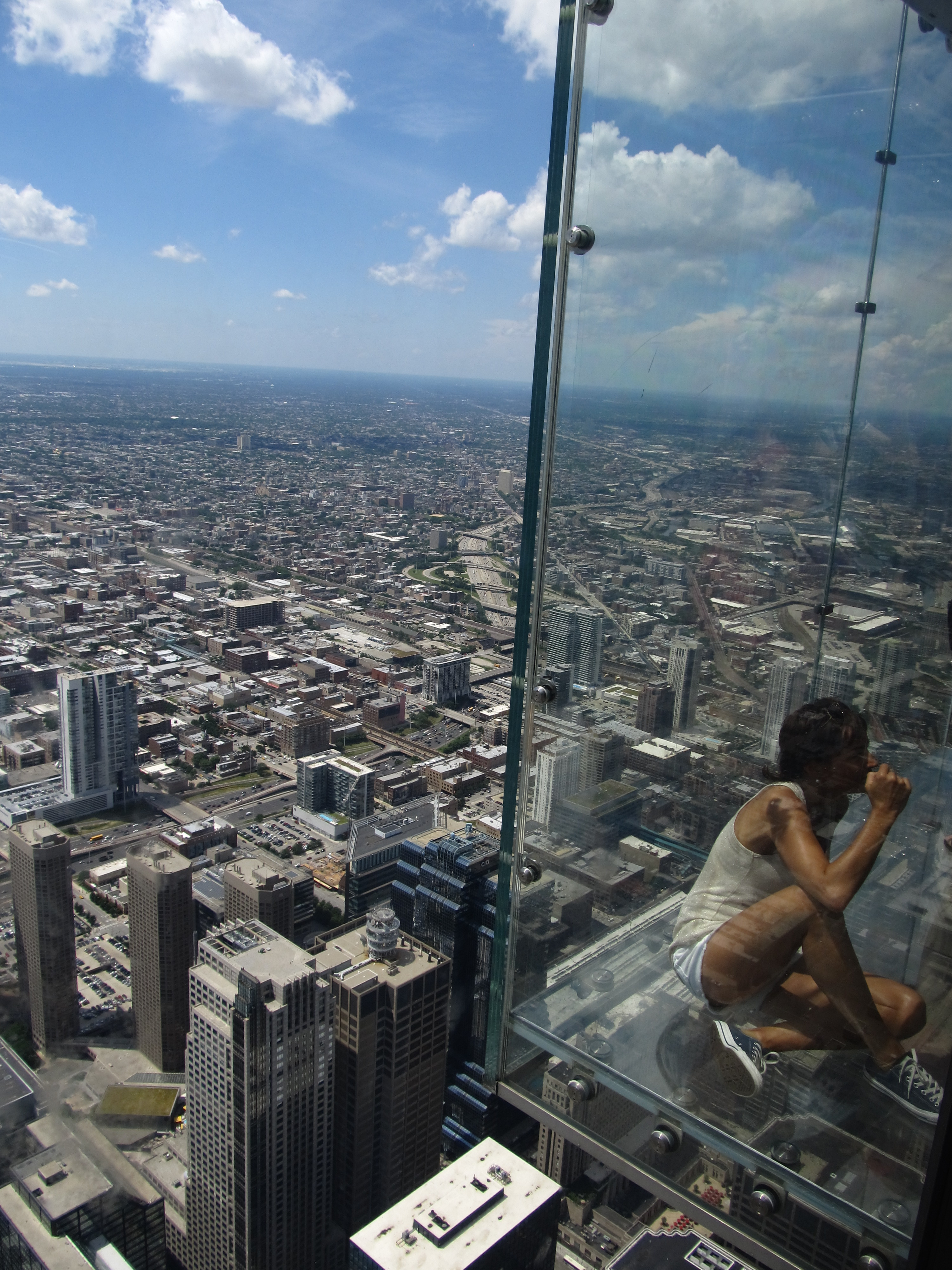
Le skydeck.
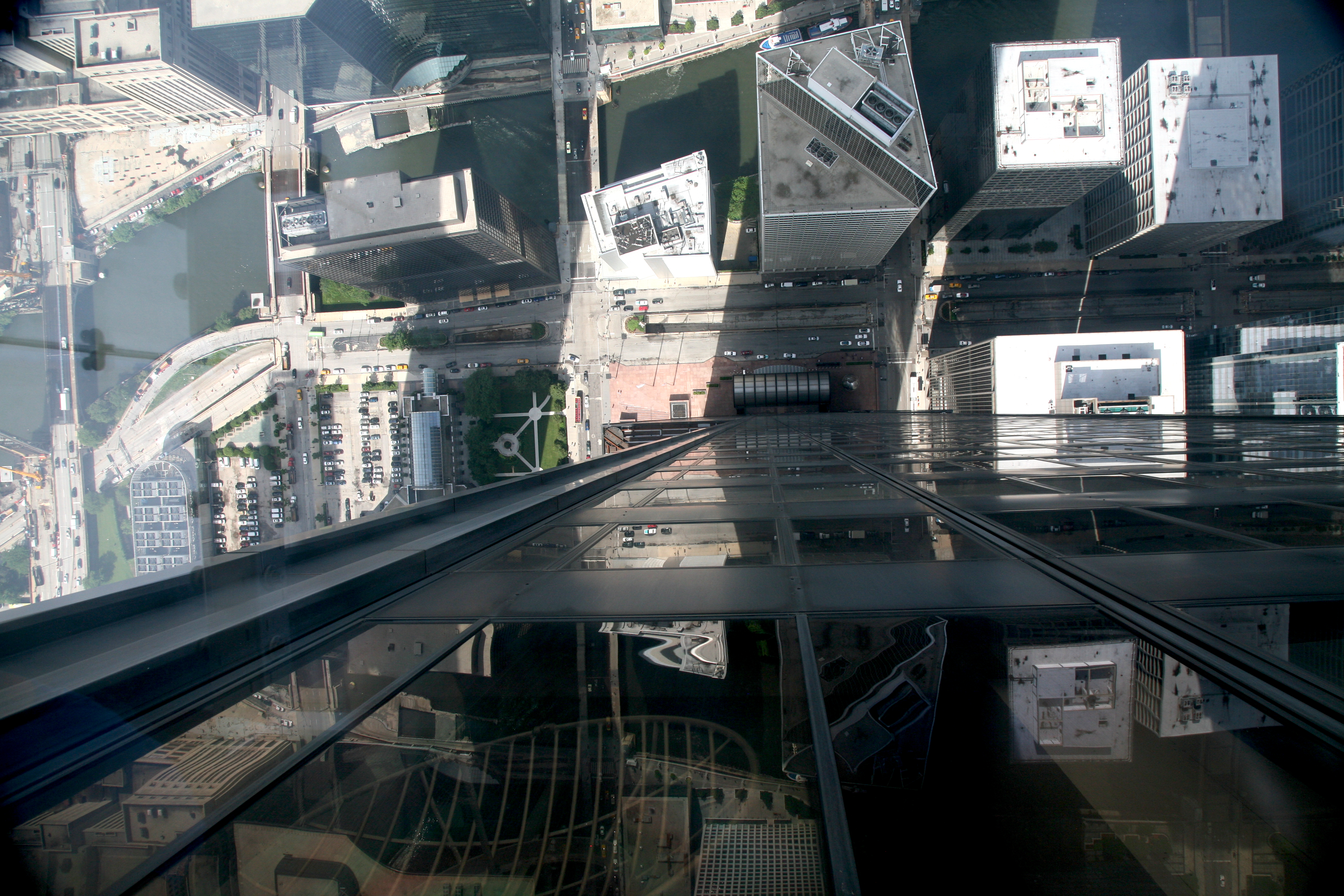
À l'intérieur du caisson les visiteurs ont l'impression de marcher dans le vide.
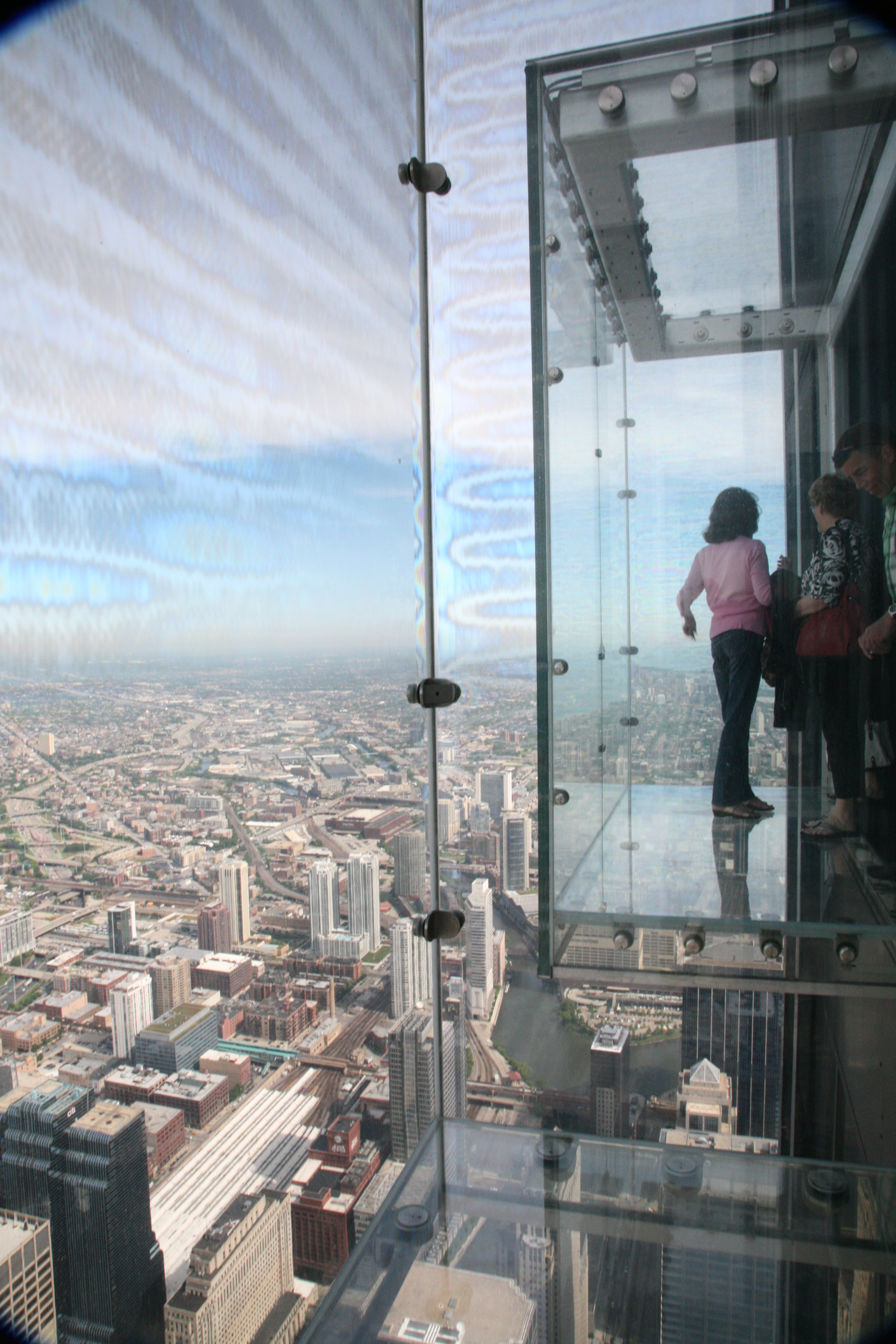
Autre vue.
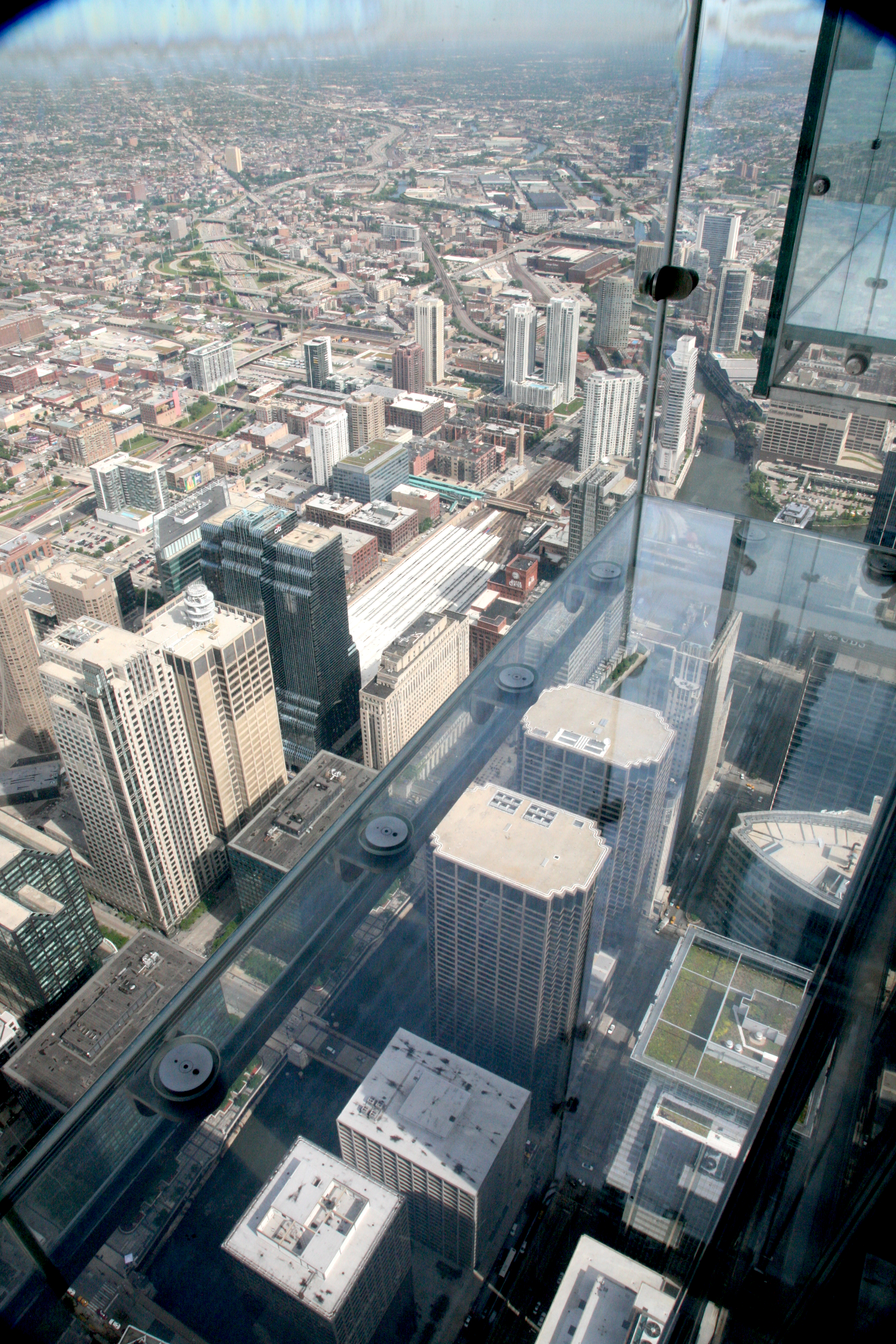
Vue sur la ville.

### Wacker Drive Atrium
Depuis 1985, le Wacker Drive Atrium occupe le rez-de-chaussée de la partie sud de la Willis Tower (côté Jackson Boulevard). Depuis 2022, il comprend un vaste centre commercial connu sous le nom de Catalog qui s'étend sur cinq niveaux avec des boutiques et des restaurants. À l'instar du skydeck, il s'agit de l'une des principales attractions pour les 15 000 personnes qui travaillent à la Willis Tower, ainsi que pour d'innombrables résidents et visiteurs de Chicago.
Le cabinet SkB Architects a collaboré à la conception extérieure de ce nouveau projet majeur, notamment à l'aménagement de la base de la tour avec la rue et à la conception des trois entrées principales. L'objectif du projet fut de faire évoluer la base de la tour pour créer un sentiment d'appartenance, et non un simple lieu de travail.

### Catalog

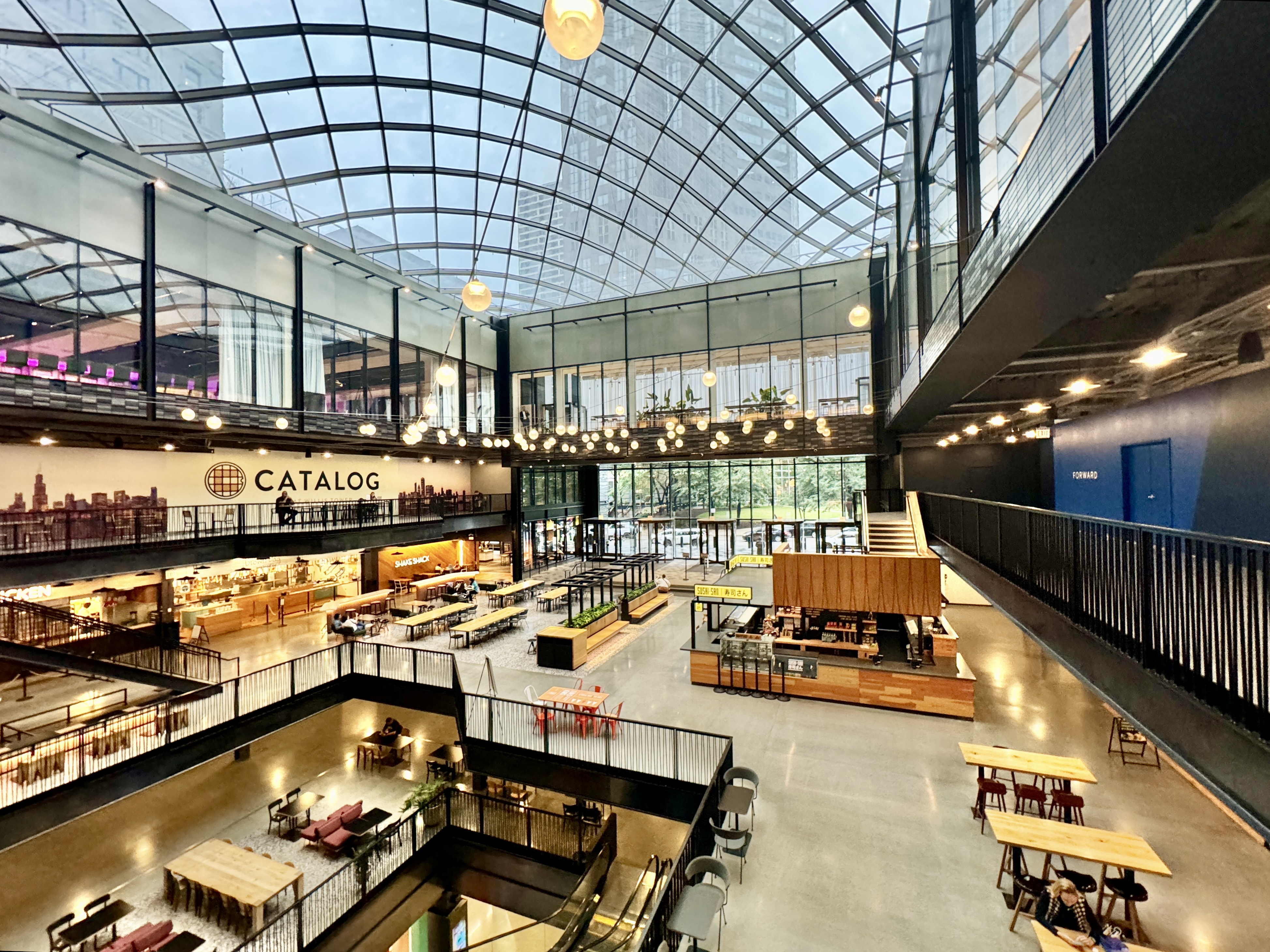
Le centre commercial Catalog et son immense verrière.

Le centre commercial Catalog s'inscrit dans le cadre du vaste plan de rénovation de la Willis Tower initié en 2015 par son propriétaire qu'est le fonds d'investissement américain Blackstone Group. D'un montant de plus de 500 millions de dollars US, il s'agit du plus grand projet de transformation restaurative de l'histoire du bâtiment depuis son inauguration en 1973. Le cabinet SkB Architects fut en charge du projet. Le nom est un clin d'œil historique à la société Sears, Roebuck and Company (connue depuis 2005 sous le nom de « Sears Holdings Corporation ») qui a développé l'édifice pour héberger les bureaux des 5 000 employés de l'entreprise. Le catalogue Sears a révolutionné le commerce de détail à son époque et, à l'instar des versions en ligne qui ont suivi.
Catalog s'étend sur près de 28 000 m2 de nouveaux espaces de vente, de boutiques de prêt-à-porter, de restaurants et de divertissement disponibles au pied de la Willis Tower, comprenant de nouvelles enseignes de restauration rapide comme Shake Shack (chaîne basée essentiellement à New York), Luke's Lobster, Sweetgreen et Taylor Gourmet, ainsi que 14 000 m2 de nouveaux espaces à usage locatif au sein de la tour, en plus d'un toit-terrasse et d'un jardin de toiture. Le plafond du centre commercial est doté d'une immense verrière. Déjà implantée à New York et à Londres, Urbanspace occupe plus de 1 300 m2 du centre commercial, faisant de l'entreprise l'un des détaillants les plus importants du bâtiment.
David Moore, vice-président senior et directeur de portefeuille d'EQ Office (au sein de Blackstone), déclara « Catalog incarne tout ce que nous aimons à Chicago, de l'énergie des quartiers à la diversité de son design et de son architecture ».
À la fin des travaux, la Willis Tower fut nommée parmi les 200 meilleurs endroits de l'État de l'Illinois par les membres du conseil de l'Illinois de l'American Institute of Architects (AIA).

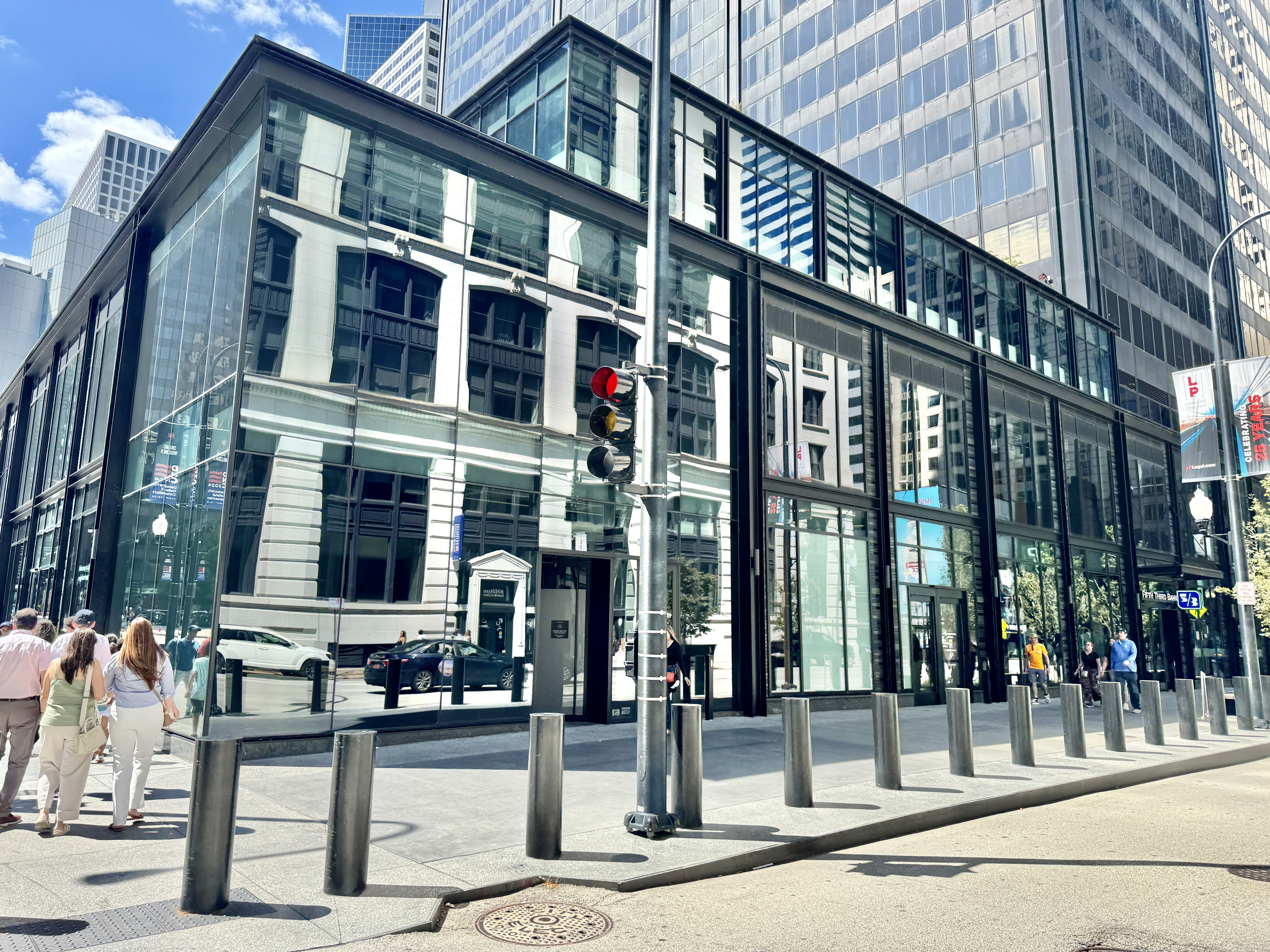
Extérieur du centre.
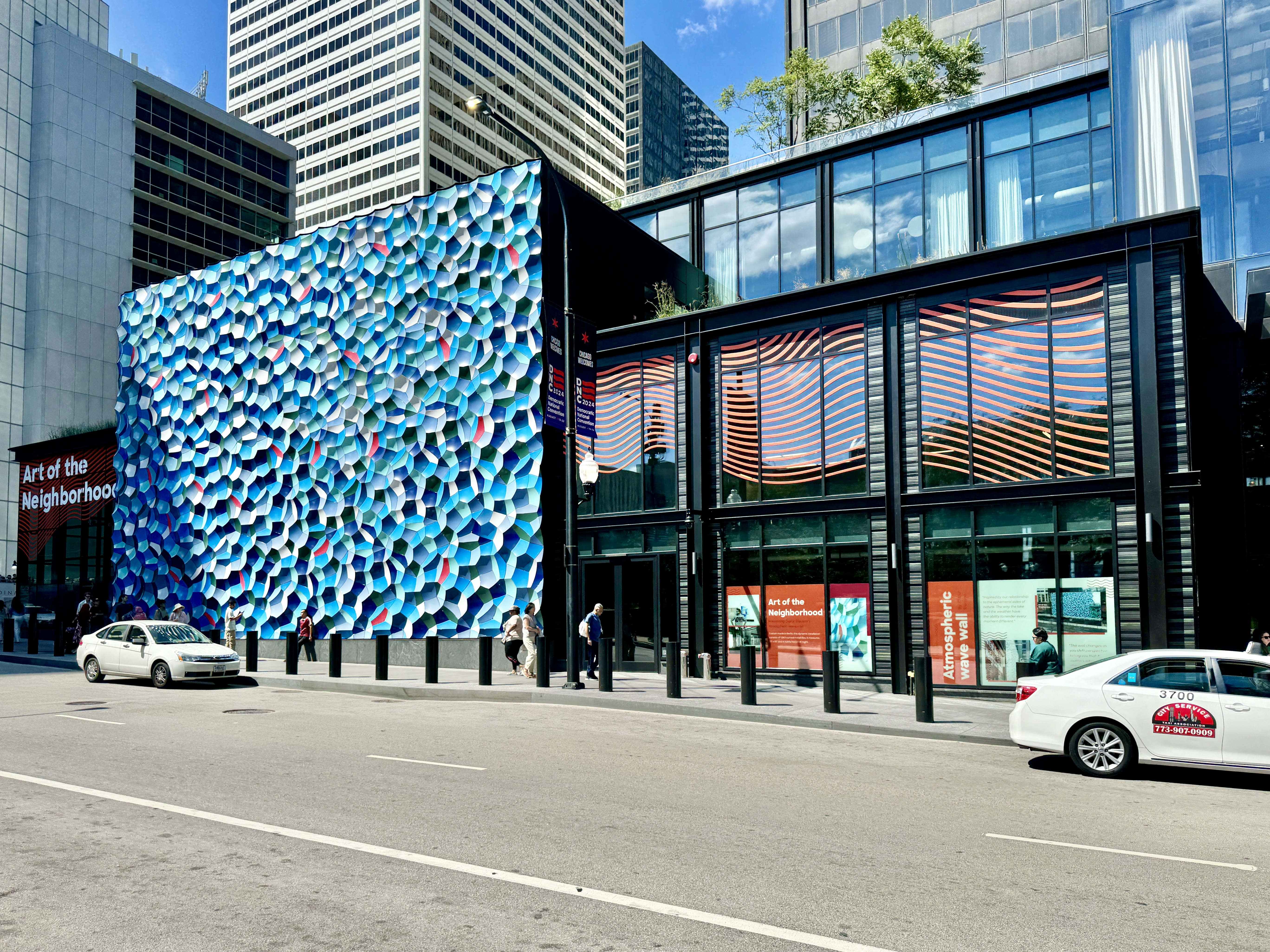
Mur de l'Art of the Neighborhood.
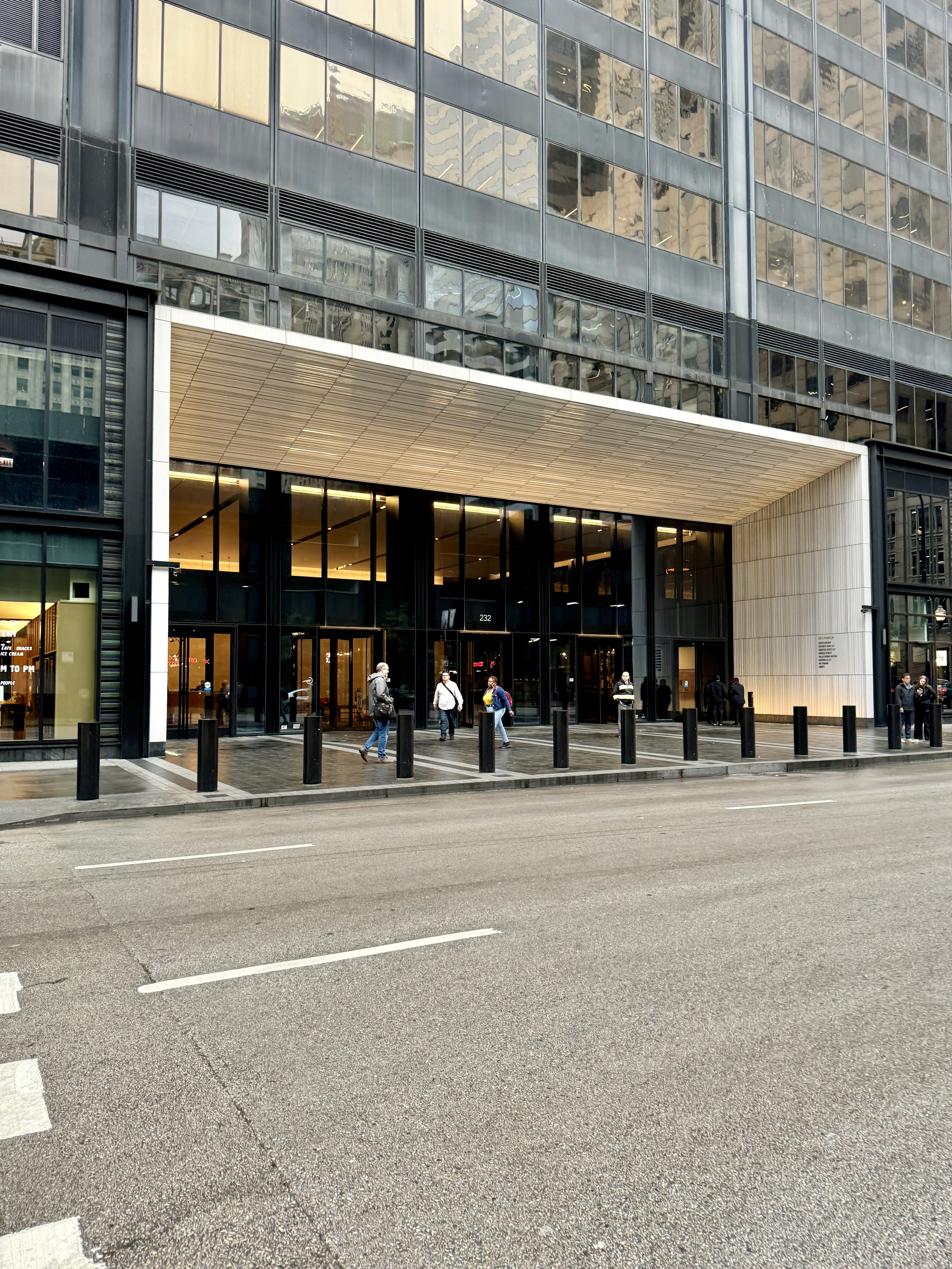
Entrée principale.
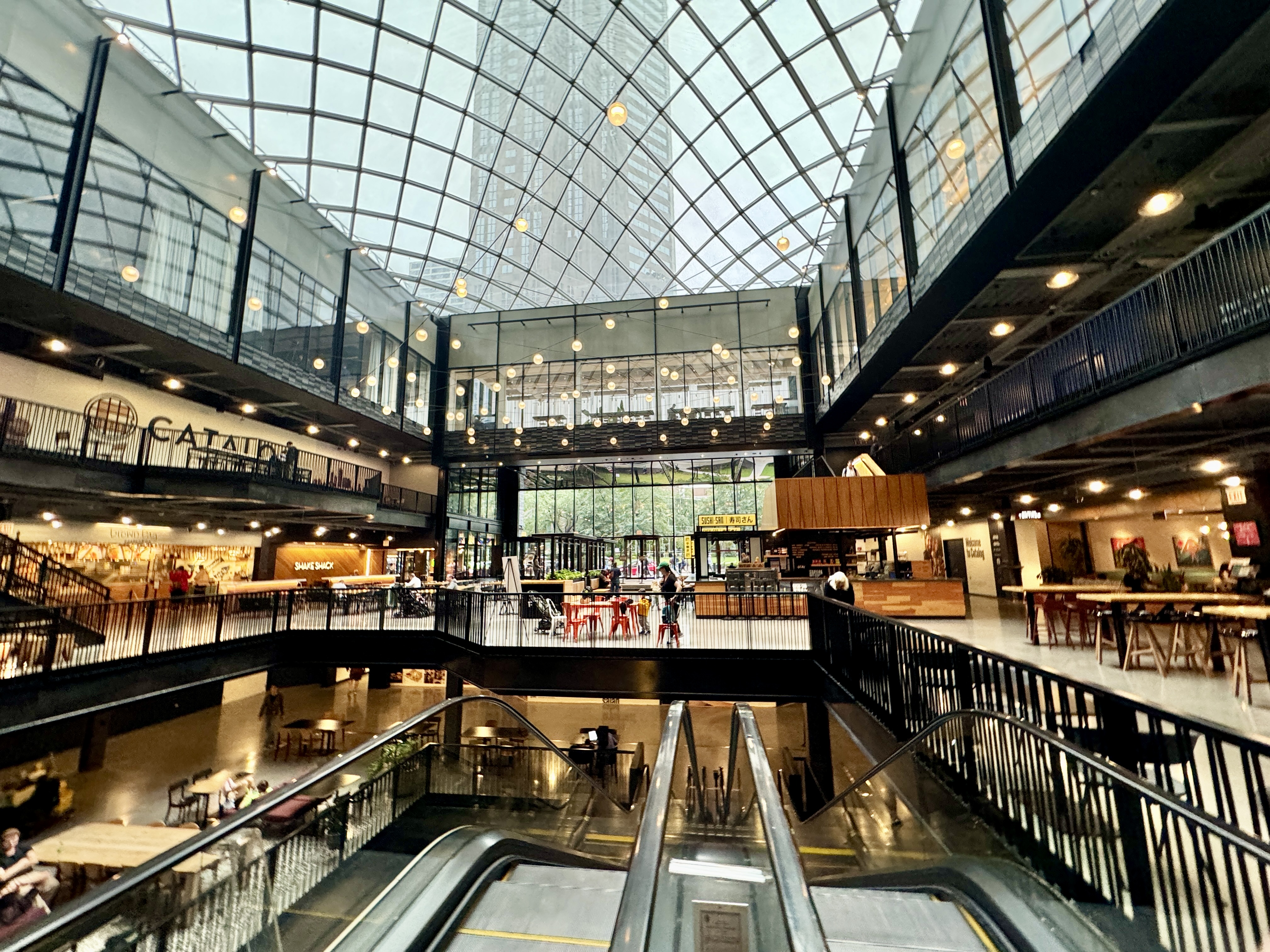
Centre commercial Catalog.

## Dénomination
Le groupe Sears a vendu l'édifice en 1994 et l'a quitté en 1995, cependant il a conservé ses droits de dénomination jusqu'en 2003. Les nouveaux propriétaires ont été repoussés lors des accords de renommage dont CDW Corporation en 2005 et le Comité olympique et paralympique des États-Unis en 2008 (ces derniers possédaient leurs sièges sociaux dans la tour). Au début de l'année 2009, le courtier d'assurance britannique Willis Group Holdings a obtenu le droit de renommer l'immeuble après avoir négocié la location au prix de 14,50 dollars US le m2 pour un total de 140 000 m2. Le 16 juillet 2009, le porte-parole de Willis déclara que les droits de dénomination furent obtenus pour la compagnie et le bâtiment fut renommé « Willis Tower » du nom de son nouveau propriétaire. « Dans la Sears Tower, nous avons trouvé une excellente opportunité et fait une excellente affaire », a déclaré à CNN Joseph Plumeri, président-directeur général de Willis.
Cependant, beaucoup de gens refusent de l'appeler ainsi. En effet, près de 100 000 personnes rejoignent le groupe « People Against the Sears Tower Name Change » (littéralement « Les gens contre le changement de nom de la Sears Tower »). Depuis son ouverture en 1973 jusqu'en 1994/1995, le bâtiment servait de siège social à la société de commerce de détail Sears (en forme longue « Sears Holdings Corporation » ; anciennement Sears, Roebuck and Company). Fondé vers la fin du XIXe siècle par Richard Warren Sears et Alvah Roebuck, Sears fut le plus important groupe de grande distribution aux États-Unis à cette période et constitue aujourd'hui le troisième derrière Walmart et Home Depot. Aujourd'hui, la plupart des habitants de la région métropolitaine de Chicago se réfèrent toujours au bâtiment par son ancien nom.
À noter que les droits de dénomination sont valables 15 ans, il est donc possible que le nom du bâtiment change à nouveau dès 2024, Willis Group Holdings n'étant plus propriétaire du bâtiment depuis 2015.

## Grimpeurs

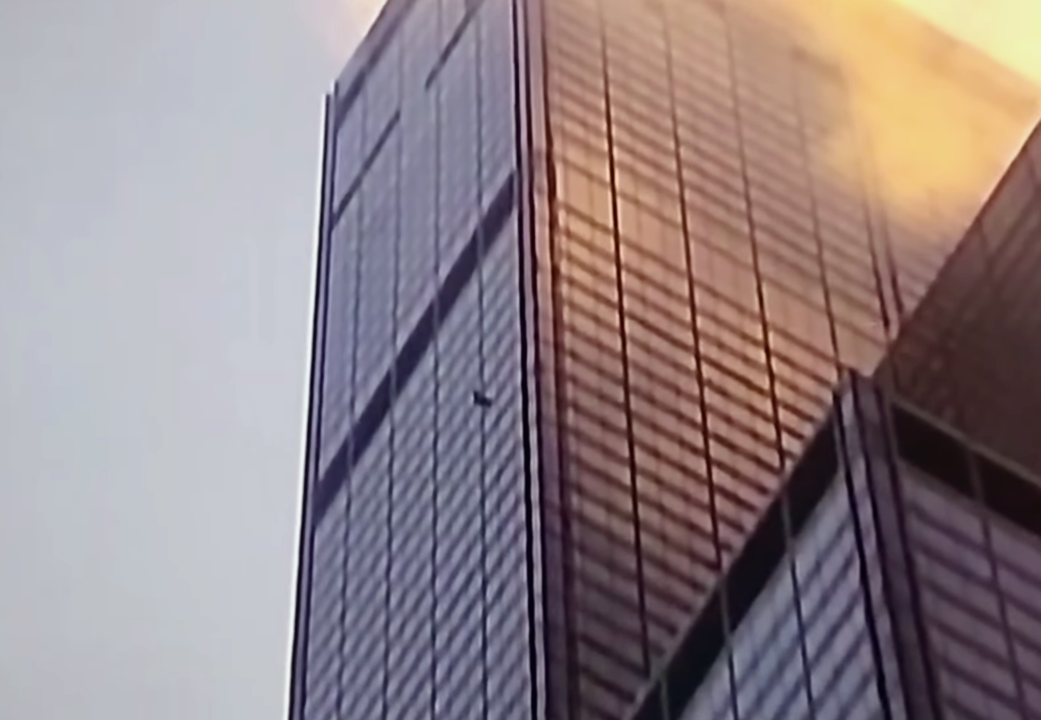
Le grimpeur français Alain Robert escaladant l'édifice en août 1999.

Le 25 mai 1981, le grimpeur américain Dan Goodwin, vêtu d'un costume de Spider-Man fait maison, escalade la tour à l'aide de ventouses, et malgré plusieurs tentatives des membres du Chicago Fire Department (sapeurs-pompiers de Chicago) pour l'arrêter, a réussi la première ascension extérieure de la tour. Goodwin a été arrêté au sommet après la montée de sept heures et a ensuite été accusé d'intrusion. Goodwin a déclaré que la raison pour laquelle il a effectué l'ascension était d'attirer l'attention sur les lacunes des techniques de sauvetage et de lutte contre les incendies en hauteur. Après un long interrogatoire par le procureur du district du comté de Cook et le commissaire aux incendies de la ville de Chicago, Goodwin a été officiellement libéré de prison,,. Il a également escaladé le 875 North Michigan Avenue (Chicago), le World Trade Center et la tour CN.
En août 1999, le grimpeur urbain français Alain Robert (surnommé le « French Spiderman »), utilisant uniquement ses mains et ses pieds sans équipements ni protections, a escaladé le mur-rideau de verre et d'acier du bâtiment jusqu'au sommet. Un épais brouillard s'est installé vers la fin de son ascension, rendant les 20 derniers étages de l'extérieur en verre et en acier du bâtiment glissant. En 1994, le Citigroup Center, un gratte-ciel d'une hauteur de 180 mètres également situé à Chicago, sera le premier d'une longue série de gratte-ciel qu'Alain Robert escaladera à travers le monde.
Depuis 2009, la Willis Tower accueille chaque année « SkyRise Chicago », le plus haut escalier intérieur du monde, dans le cadre d'un événement caritatif au profit de Shirley Ryan AbilityLab (anciennement Rehabilitation Institute of Chicago), un institut de recherche à but non lucratif spécialisé en médecine physique et de réadaptation classé à l'échelle nationale et basé à Chicago, où les participants sont autorisés à monter les escaliers de service sur les 103 étages de l'édifice.

## Occupants

Logo de United Airlines.

Logo de Willis Group Holdings.

La Willis Tower compte une myriade de locataires issus de divers secteurs d'activité. Plus d'une centaine d'entreprises y possède leurs bureaux dont des cabinets d'avocats, des sociétés de conseil, des cabinets d'audit financier, des organisations financières, des agences immobilières et des chaînes alimentaires.
Le principal locataire du bâtiment est United Airlines, la deuxième plus grande compagnie aérienne au monde. En 2024, United Airlines était la plus grande compagnie aérienne en termes de sièges au kilomètre offert (SKO), de sièges payants, de taille de flotte principale, de nombre d'employés de première ligne et de destinations desservies. La compagnie occupe plus de 20 étages de la Willis Tower et en est locataire depuis 2012. United Airlines, qui y possède notamment son siège social, a énormément contribué à l'héritage du bâtiment en le qualifiant de « tour de United Airlines » (United Airlines Tower). La compagnie a également contribué à la mise à niveau de l'efficacité énergétique du bâtiment, qui comprenait le remplacement de plus de 16 000 ampoules par des lampes électroluminescentes, réduisant ainsi considérablement la consommation d'énergie du bâtiment.
Ci-dessous, une liste non exhaustive des entreprises possédant des bureaux dans l'édifice :
- Accenture (cabinet d'audit financier) ;
- Agence de protection de l'environnement des États-Unis (agence fédérale) ;
- Chicago Booth School of Business (école de management de l'université de Chicago) ;
- Citadel LLC (gestionnaire d'actifs) ;
- Dla Piper LLP (cabinet d'avocats) ;
- Ernst & Young LLP (cabinet d'audit financier et de conseil) ;
- Jersey Mike's Subs (chaîne de restaurants) ;
- Morgan, Lewis & Bockius LLP (cabinet d'avocats) ;
- Morgan Stanley (banque privée d'investissement, gestion d'actifs) ;
- Northern Trust (banque privée) ;
- Pret A Manger (chaîne de restauration rapide) ;
- Schiff Hardin LLP (cabinet d'avocats) ;
- Sears, Roebuck and Company (groupe de grande distribution) jusqu'en 1995 ;
- Seyfarth Shaw LLP (cabinet d'avocats) ;
- Skidmore, Owings and Merrill (agence d'architectes) ;
- United Airlines (compagnie aérienne) ;
- Urbanspace (chaîne de restauration rapide) ;
- Willis Group Holdings (compagnie d'assurance) jusqu'en 2016.

## Données techniques

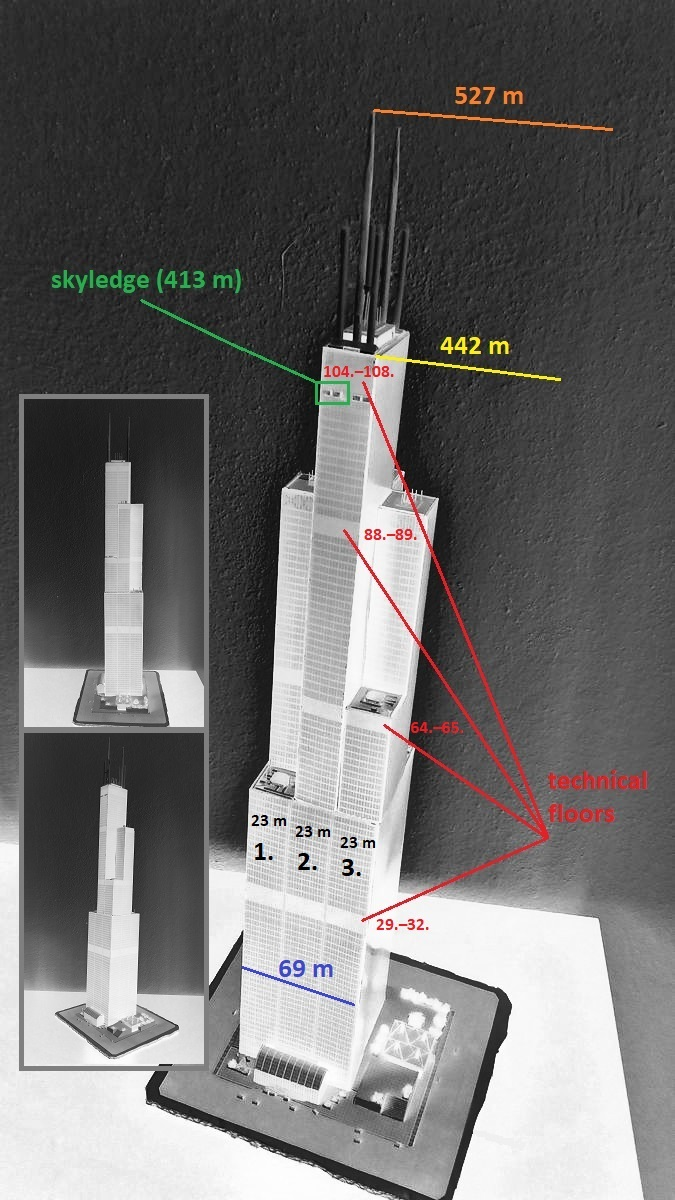
Descriptions de la tour.

Comparaisons avec Burj Khalifa (Dubaï) et la tour CN (Toronto).

Ci-dessous une liste de données techniques et de chiffres sur la Willis Tower, :
- 3 ans de construction (1970-1973) et 2 000 ouvriers ;
- 25e plus haut bâtiment du monde (1er de 1973 à 1998) ;
- 3e plus haut bâtiment de l'hémisphère ouest (1er de 1973 à 2013) ;
- 1450 pieds de haut (442 mètres) et 108 étages ;
- 1730 pieds de haut (527 mètres) avec ses antennes ;
- 418 064 m2 de surface soit l'équivalence de 100 terrains de football ;
- 27 900 m2 de surface commerciale ;
- 76 000 tonnes d'acier utilisés pour sa construction ;
- Le poids du bâtiment est de 225 000 tonnes ;
- Son sommet peut bouger de 6 pouces (15,24 centimètres) par rapport à l'axe central ;
- 16 100 fenêtres à double vitrage teintés recouvrent les façades de la tour ;
- 6 robots automatisés nettoient régulièrement les vitres de la façade ;
- 40 233 kilomètres de câbles électriques ;
- 40 kilomètres de plomberie ;
- 205 kilomètres de câbles d'ascenseurs ;
- 145 000 luminaires ;
- 69 202 kilomètres de câbles téléphoniques ;
- 150 millions de dollars USD pour sa construction (1,085 milliard en 2024) ;
- 104 ascenseurs se déplaçant à une vitesse de 388 mètres par minute ;
- Plus de 1 532 m2 de salles de conférence ;
- Espace événementiel au 99e étage ;
- 4 entrées principales (Wacker Drive, Jackson Boulevard, Adams Street et Franklin Street) ;
- 15 000 personnes travaillent chaque jour dans les bureaux de l'édifice ;
- 12 millions de visiteurs chaque année (1,7 pour le skydeck) ;
- La valeur du bâtiment est de 1,24 milliard de dollars USD (2024) selon Crain Communications.

## Accessibilité

### Transports en commun
Bus CTA

Le réseau de bus urbain de la Chicago Transit Authority (CTA) possède plusieurs arrêts à proximité de la Willis Tower :
- Franklin & Adams (South Franklin Street à l'est) ;
- Wacker & Adams (South Wacker Drive à l'angle nord-ouest) ;
- Jackson & Franklin (West Jackson Boulevard au sud).

Métro
- La station Quincy (sur les lignes █ █ █ █ ) du métro de Chicago est située au 220 South Wells Street, à proximité de la tour ;
- La station Clinton (sur la ligne █ ) est située au 426 South Clinton Street non loin de la tour.

### Vélocation
Le réseau de vélos en libre-service Divvy comprend plusieurs stations situées à proximité de la Willis Tower :
- Franklin St. & Jackson Boulevard (juste au sud de la tour est la station la plus proche).

### Gare ferroviaire
- La gare ferroviaire d'Union Station, située au 225 South Canal Street, se trouve non loin de la tour. Il est possible d'y faire des correspondances avec les réseaux ferroviaires Metra (RER ; trains de banlieue) et Amtrak (réseau national).

## Dans la culture populaire

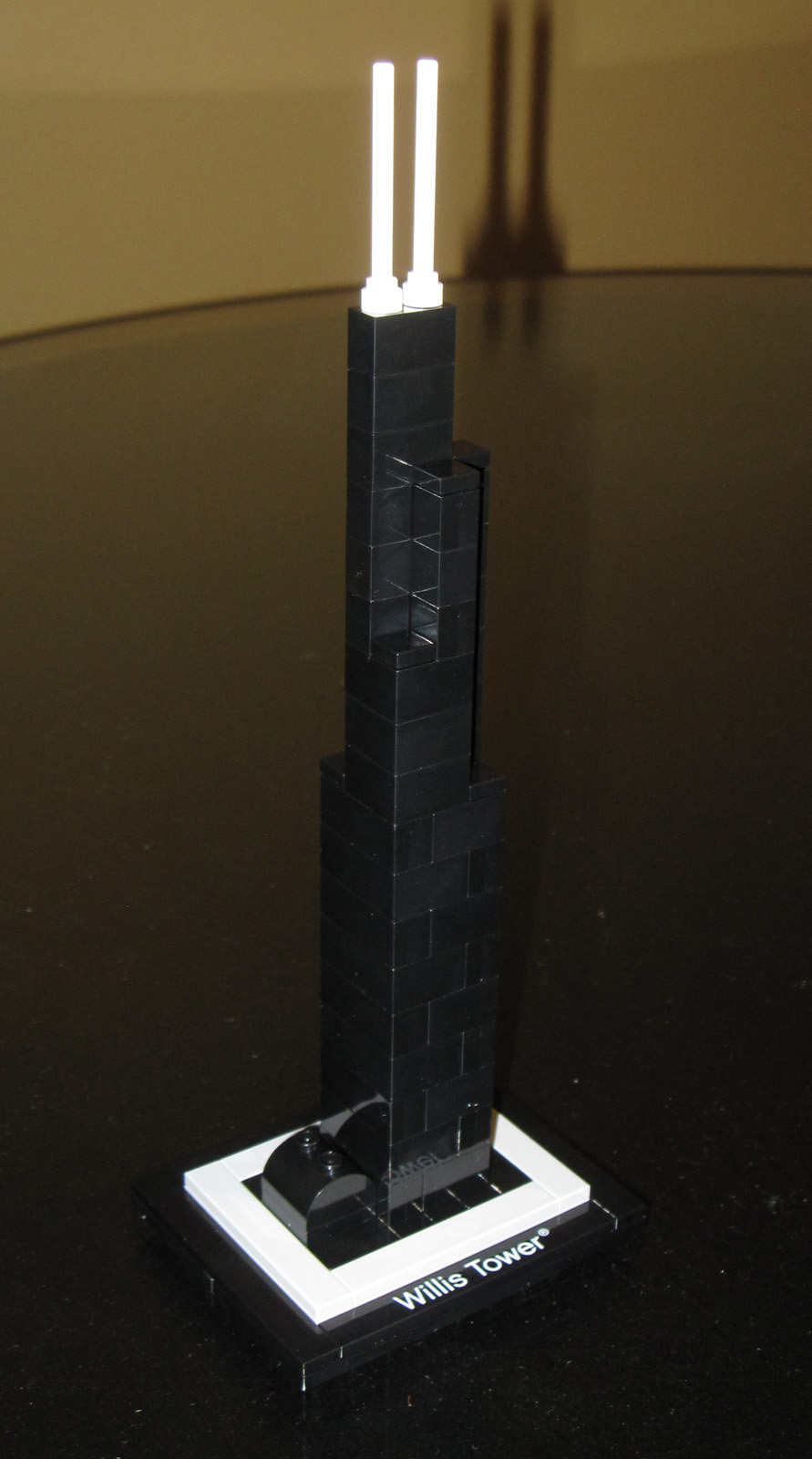
Jeu de construction Lego (série Lego Architecture).

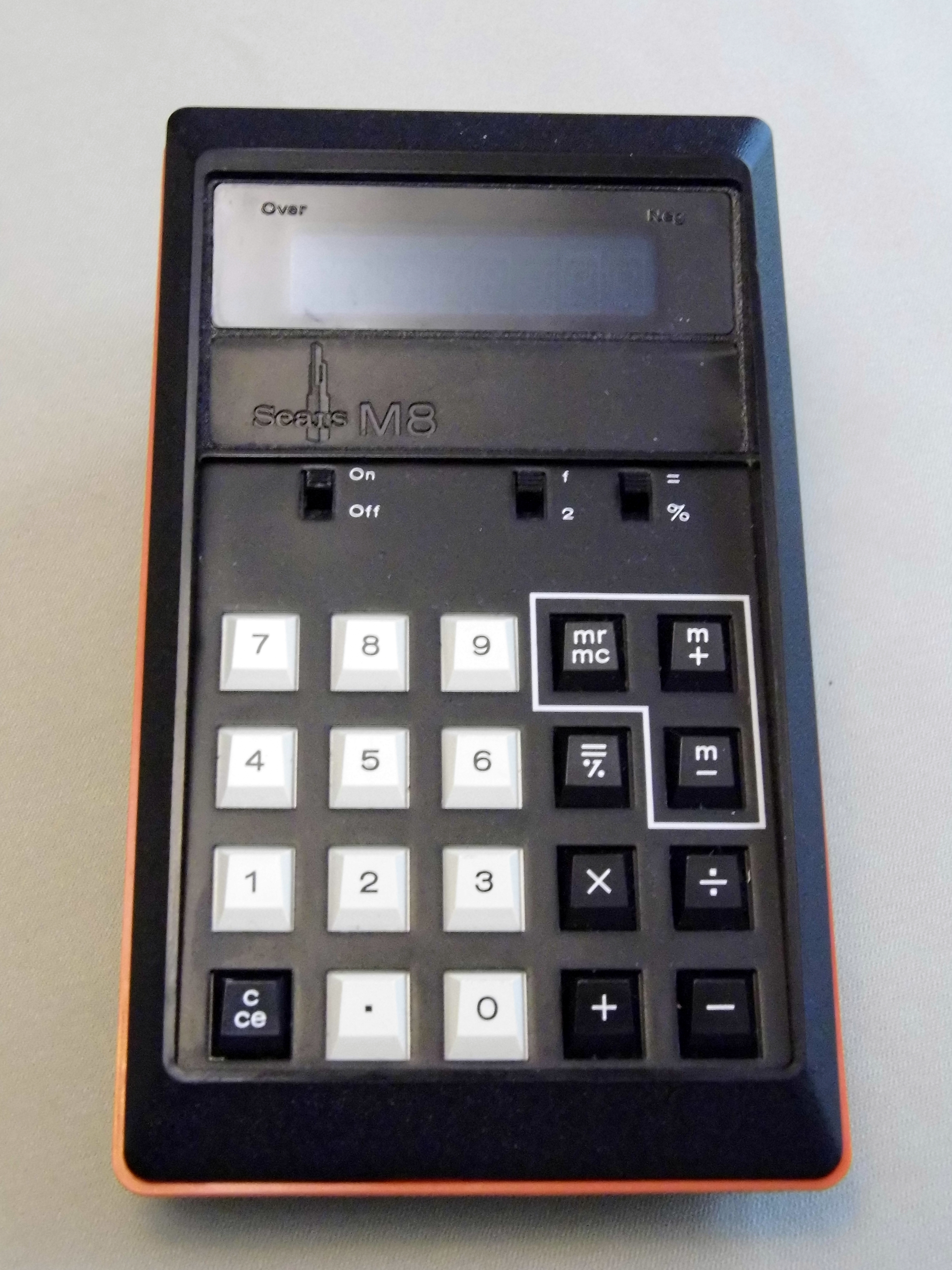
Calculatrice électronique Sears modèle M8 (numéro de série 801.58870) à LED fabriquée par Rockwell ; logo de la tour sur la calculatrice ; son prix était de 108,95 dollars US en 1973.

Depuis son inauguration en 1973, la Willis Tower constitue un véritable « édifice-emblème » de la ville de Chicago et fait de nombreuses apparitions à travers la culture populaire. On peut voir le gratte-ciel dans des productions cinématographiques, des téléfilms, des séries télévisées, des jeux vidéo, des clips musicaux, des documentaires ou encore des reportages. Le bâtiment est également mentionné dans la musique et la littérature.

### Au cinéma
Ci-dessous, une liste non exhaustive de films dans lesquels on peut apercevoir la tour :
- Les Blues Brothers (The Blues Brothers) de John Landis sorti en 1980 ;
- La Folle Journée de Ferris Bueller (Ferris Bueller's Day Off) de John Hughes sorti en 1986 ; (dans ce film, le protagoniste visite la tour et son skydeck) ;
- Deux Flics à Chicago (Running Scared) de Peter Hyams sorti en 1986 ;
- Un ticket pour deux (Planes, Trains and Automobiles) de John Hughes sorti en 1987 ;
- Nico (Above the Law) d'Andrew Davis sorti en 1988 ;
- Poltergeist 3 de Gary Sherman sorti en 1988 ;
- Candyman de Bernard Rose sorti en 1992 ;
- Le Fugitif (The Fugitive) d'Andrew Davis sorti en 1993 ; (dans ce film il y a une scène aérienne où l'on voit la tour d'au-dessus avec ses énormes antennes) ;
- Mad Dog and Glory de John McNaughton sorti en 1993 ;
- Michael de Nora Ephron sorti en 1996 ; (dans ce film, la tour, alors le plus haut bâtiment du monde, est la dernière merveille terrestre que l'archange Michael voit avant de quitter la Terre) ;
- Peur primale (Primal Fear) de Gregory Hoblit sorti en 1996 ;
- Négociateur (The Negotiator) de F. Gary Gray sorti en 1998 ;
- Mon beau-père et moi (Meet the Parents) de Jay Roach sorti en 2000 ; (dans ce film il y a une scène aérienne où l'on voit la tour) ;
- High Fidelity de Stephen Frears sorti en 2000 ;
- I, Robot d'Alex Proyas sorti en 2004 ; (dans le Chicago de 2035, la Willis Tower est dépassée par la USR Tower, le siège d'US Robots) ;
- Cyclone, catégorie 6 : Le Choc des tempêtes (Category 6: Day of Destruction) de Dick Lowry sorti en 2004 ; (dans ce film, la tour est détruite par une puissante tornade) ;
- The Dark Knight : Le Chevalier noir (The Dark Knight) de Christopher Nolan sorti en 2008 ;
- Colombiana d'Olivier Megaton sorti en 2011 ;
- Transformers 3 : La Face cachée de la Lune de Michael Bay sorti en 2011 ; (dans ce film, les protagonistes font un vol en wingsuit depuis la tour jusque dans la rue ; dans une autre scène on aperçoit la tour fortement endommagée) ;
- Man of Steel de Zack Snyder sorti en 2013 ; (dans ce film la tour abrite les bureaux du Daily Planet) ;
- Divergente de Neil Burger sorti en 2014 ; (dans un Chicago post-apocalyptique, on voit une Willis Tower délaissée et abandonnée depuis de nombreuses années) ;
- Jupiter : Le Destin de l'univers des sœurs Wachowski sorti en 2015 ; (plusieurs scènes prennent pour cadre la tour) ;
- Rampage : Hors de contrôle sorti en 2018 ; (siège de l'entreprise Energyne) ;
- Captive State de Rupert Wyatt sorti en 2019 ; (lors d'une invasion extraterrestre sur Terre, les antennes de la tour sont remplacées par leur propre dispositif de brouillage pour fermer toutes les communications numériques dans le monde[92]).

### Dans les jeux vidéo
Ci-dessous, une liste non exhaustive de jeux vidéo dans lesquels on peut apercevoir la tour :
- Midtown Madness, un jeu vidéo de course sorti en 1999 et développé par Angel Studios Interactive Entertainment ;
- Driver 2, un jeu vidéo d'action-aventure sorti en 2000 et développé par Ubisoft Reflections ;
- Still Life, un jeu vidéo d'aventure sorti en avril 2005 et développé par Microids ;
- Need for Speed: ProStreet, un jeu vidéo de course automobile sorti en 2007 et développé par EA Black Box ;
- Hitman: Absolution, un jeu vidéo d'infiltration de la série Hitman sorti en 2012 et développé par IO Interactive ;
- Watch Dogs, un jeu vidéo d'action-aventure sorti le 27 mai 2014 et développé par Ubisoft Montréal ;
- Cities: Skylines, un jeu vidéo de gestion et un city-builder sorti en 2015 et développé par Colossal Order dans lequel il existe un mod permettant d'intégrer la tour dans la ville (de même que dans Cities: Skylines II sorti en 2023).

### Documentaires
- Dans Megastructures (Saison 01, Épisode 04) diffusé en 2004 sur National Geographic Channel, la série documentaire retrace l'histoire et l'ingénierie du bâtiment ;
- Dans Modern Marvels (Saison 10, Épisode 45 : Modern Marvels: The Sears Tower) diffusé en 2004 sur History, la série documentaire retrace l'histoire du bâtiment ;
- Dans le documentaire-fiction Life After People (littéralement « la vie après les humains » ; titre version française : « Terre : population zéro ») diffusé entre le 21 janvier 2008 et le 16 mars 2010 sur History, plusieurs bâtiments de Chicago, dont la Willis Tower, finissent par s'effondrer faute d'entretien. L'émission a pour but d'expliquer, avec l'aide d'experts et de scientifiques, ce qui arriverait sur la Terre si l'humanité disparaissait de la surface du globe du jour au lendemain. Ce docu-fiction plonge les spectateurs dans un monde post-apocalyptique réaliste.

### Lego Architecture
En 2008, Lego Architecture a sorti un modèle de la Willis Tower dans la série Landmark (Willis Tower 21000). Cette réplique époustouflante en noir et blanc du célèbre gratte-ciel mesure 22,8 cm de hauteur et 8 cm de large (à sa base). L'ensemble comprend un livret racontant la conception et l'histoire du gratte-ciel, ainsi que des anecdotes sur la véritable Willis Tower. En 2017, Lego Architecture a réalisé une skyline de Chicago et la Willis Tower était l'un des bâtiments présentés.

## Galerie d'images

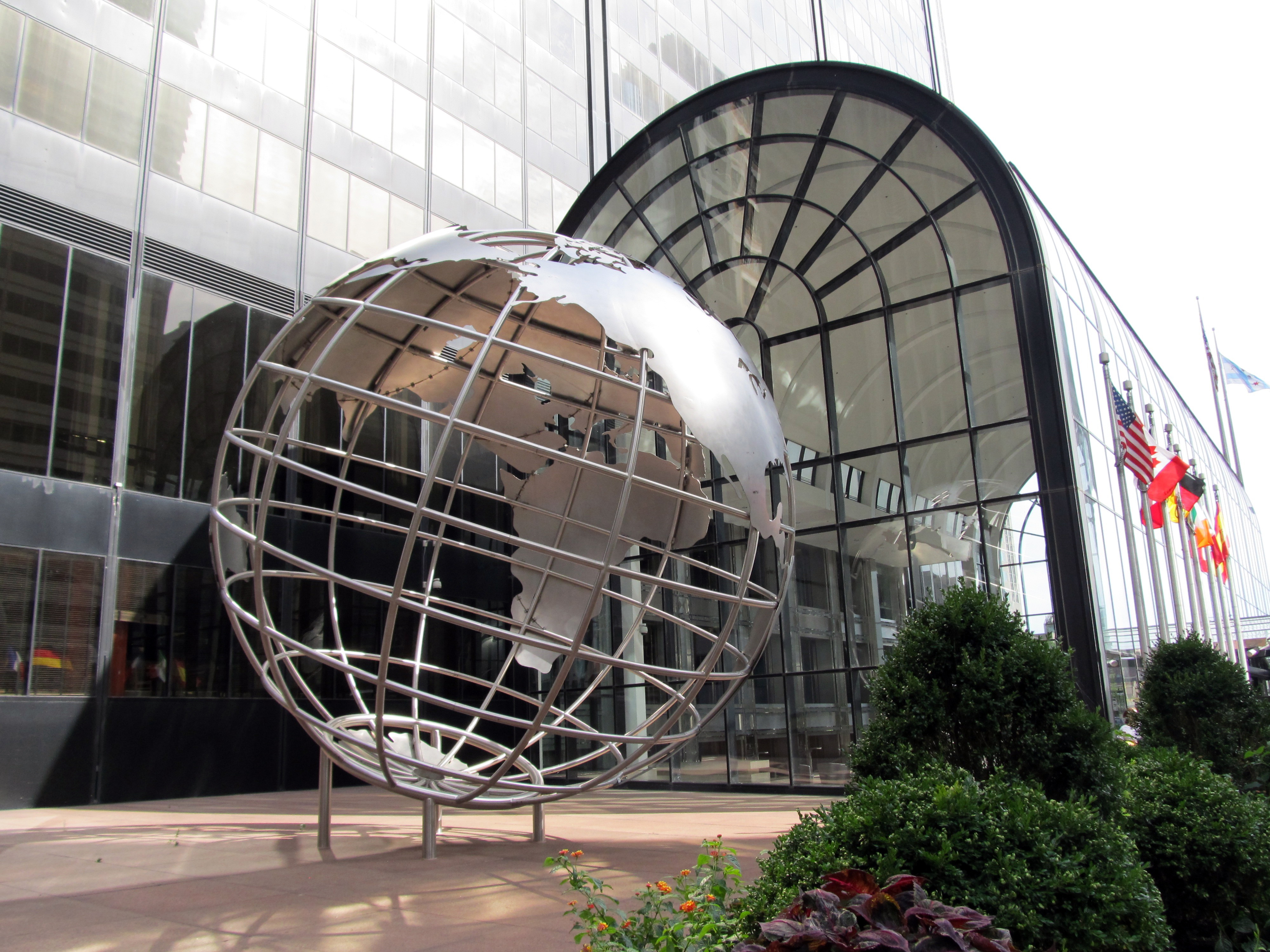
Le globe au rez-de-chaussée, à l'angle nord-ouest de l'édifice.
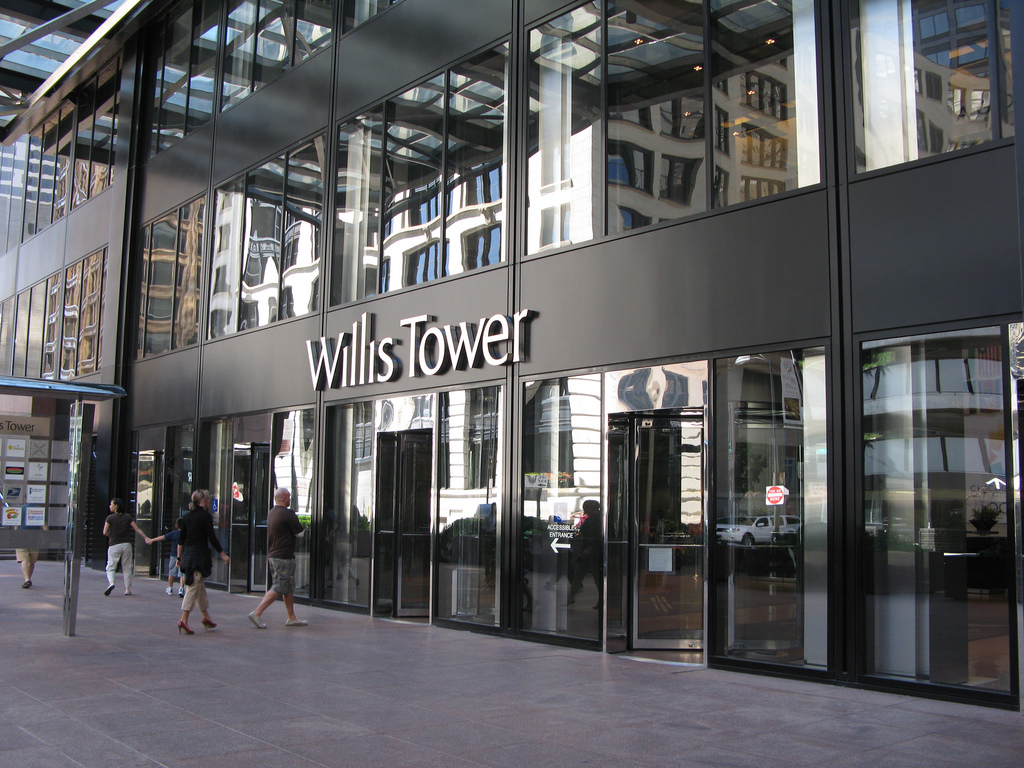
Entrée Est (côté Franklin Street), une des quatre entrées du bâtiment.
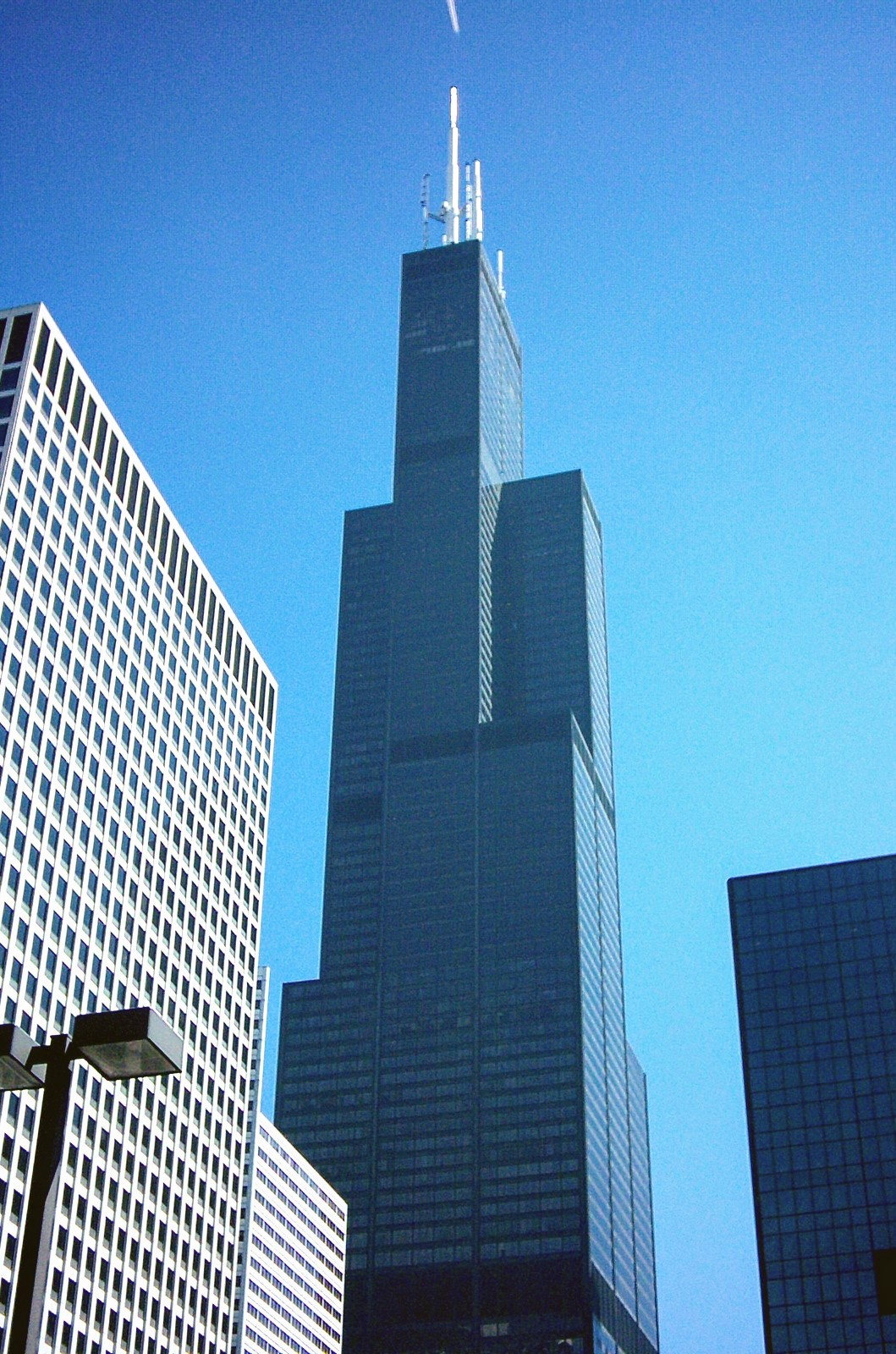
Depuis Jackson Boulevard.
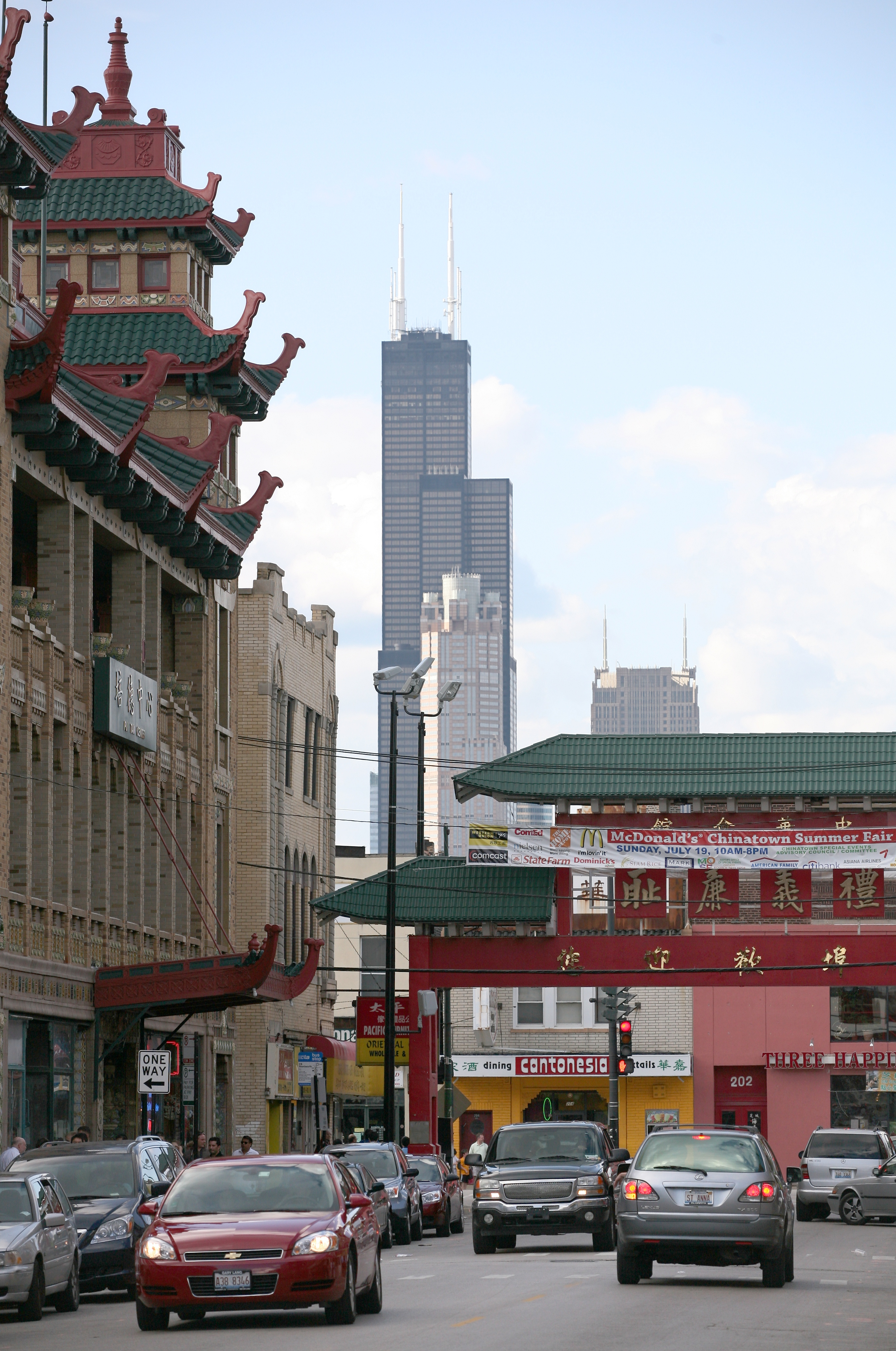
Depuis le quartier de Chinatown.
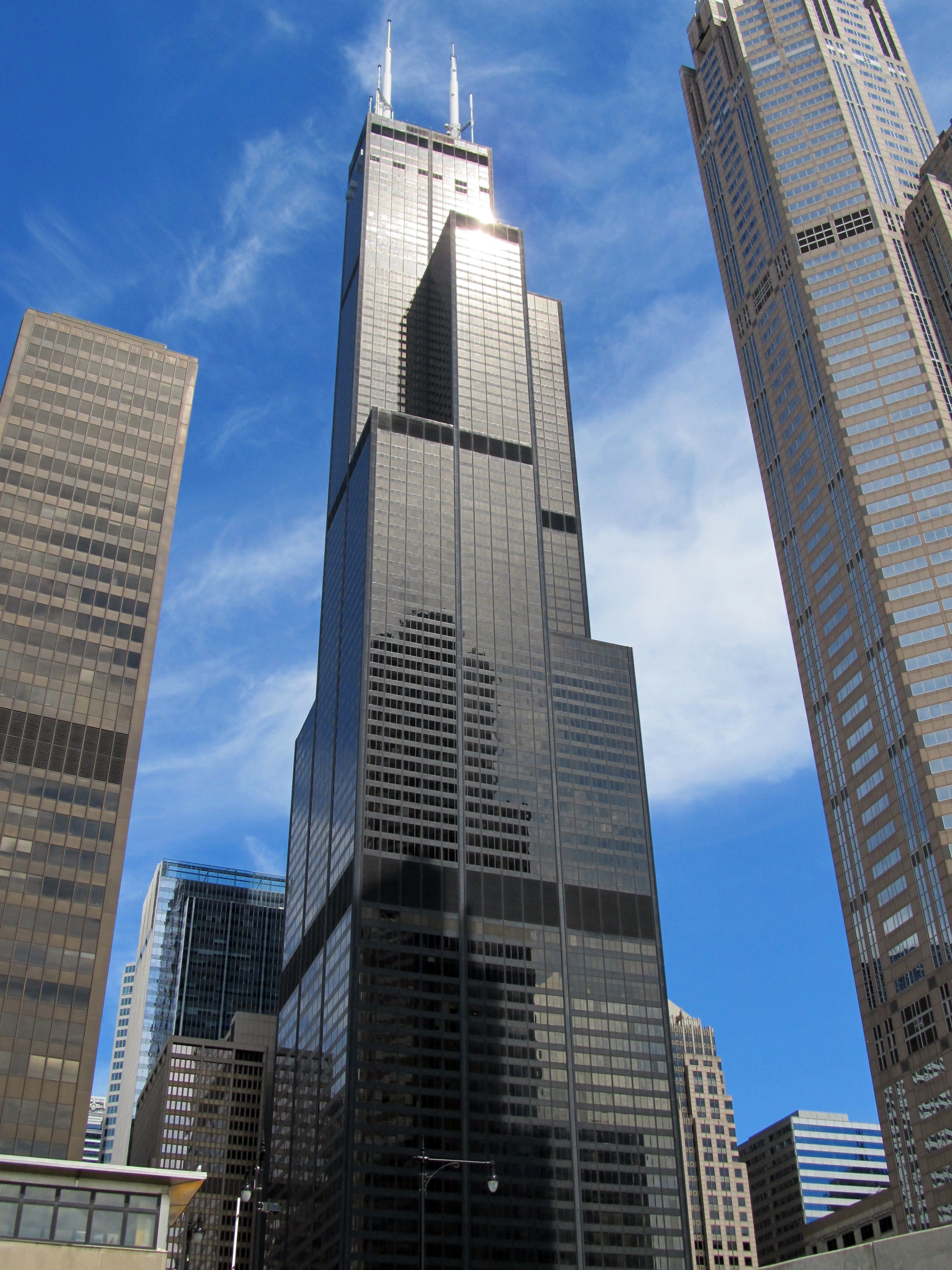
Depuis la rivière Chicago.
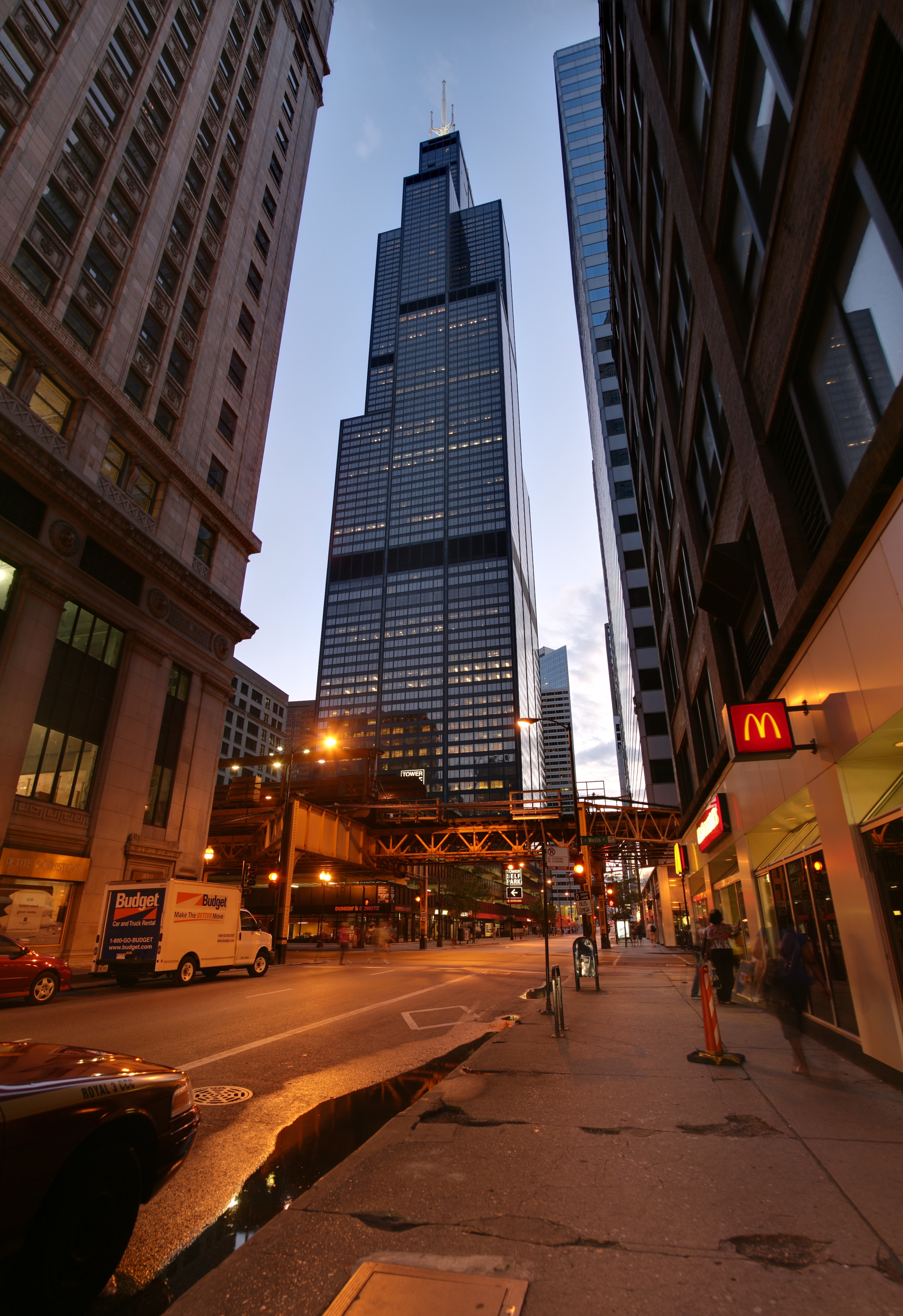
Depuis W. Adams Street.

Vue sur Downtown Chicago depuis le Museum Campus avec la Willis Tower dans la skyline de Chicago.